# Kfz-Kennzeichen (Österreich)
Dieser Artikel behandelt Kraftfahrzeugkennzeichen in Österreich.

## Österreichische Kfz-Kennzeichen seit 1990

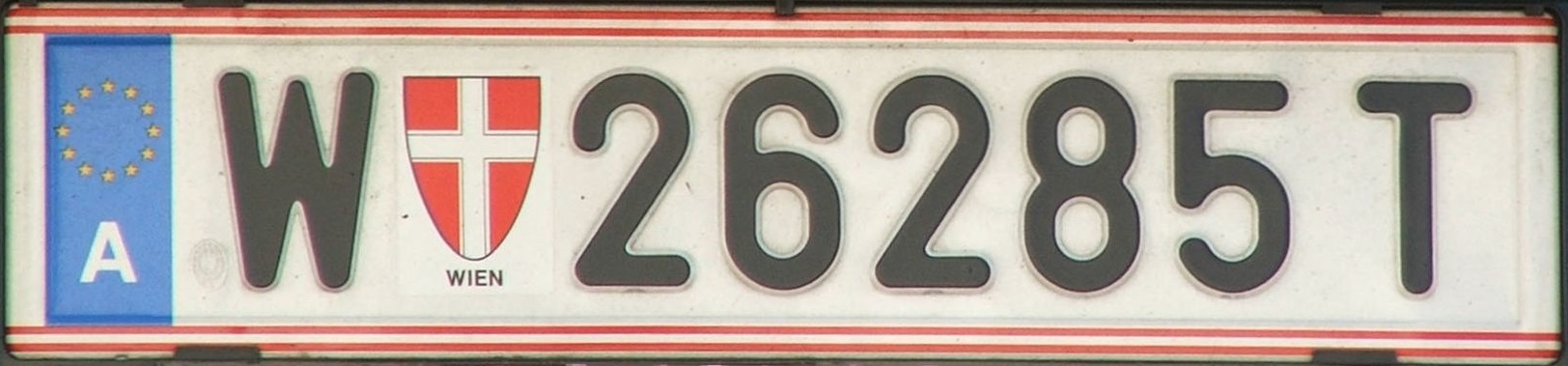
Kennzeichenbeispiel (seit 2002)

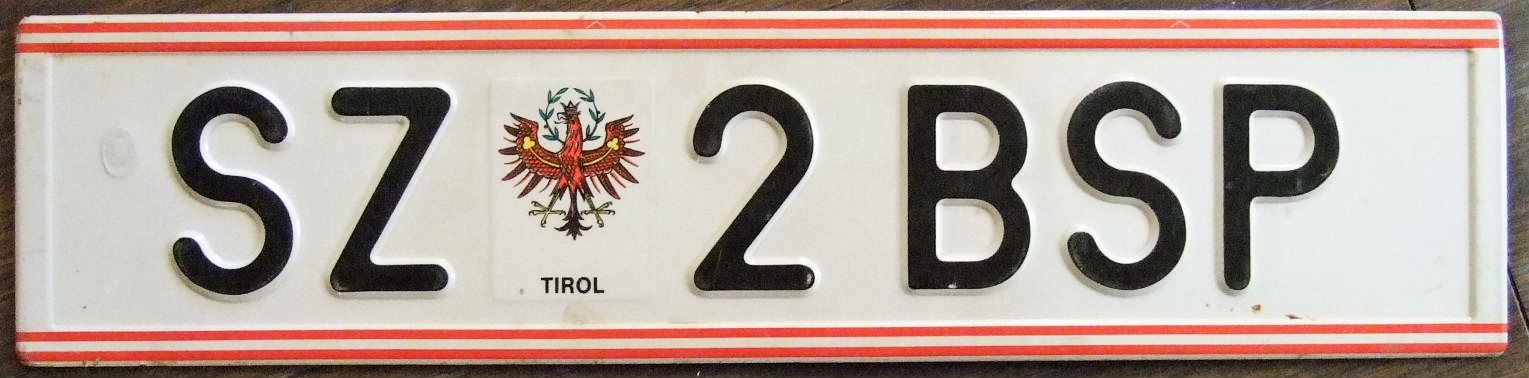
Kennzeichenbeispiel (1990–2002)

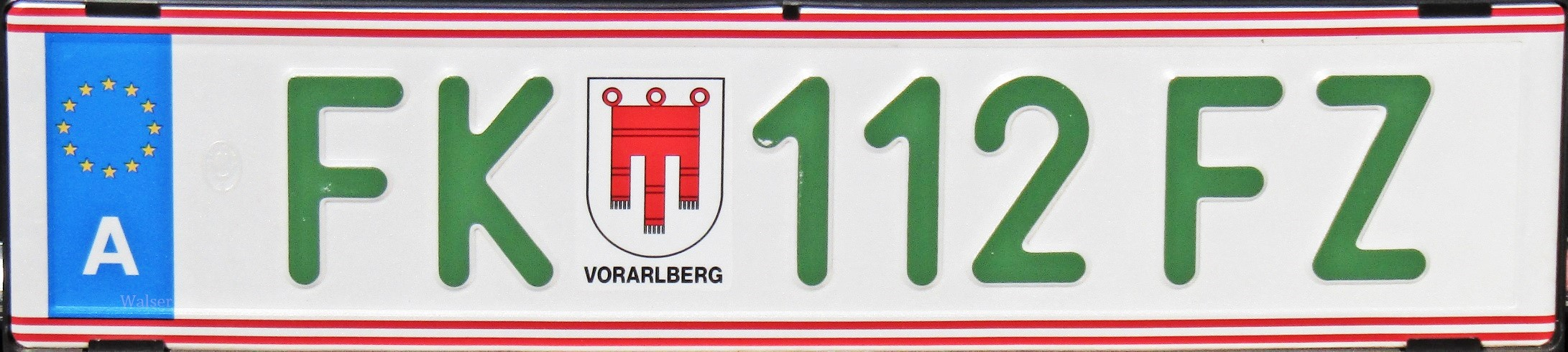
Kennzeichenbeispiel Fahrzeug mit Elektroantrieb (seit 2017)

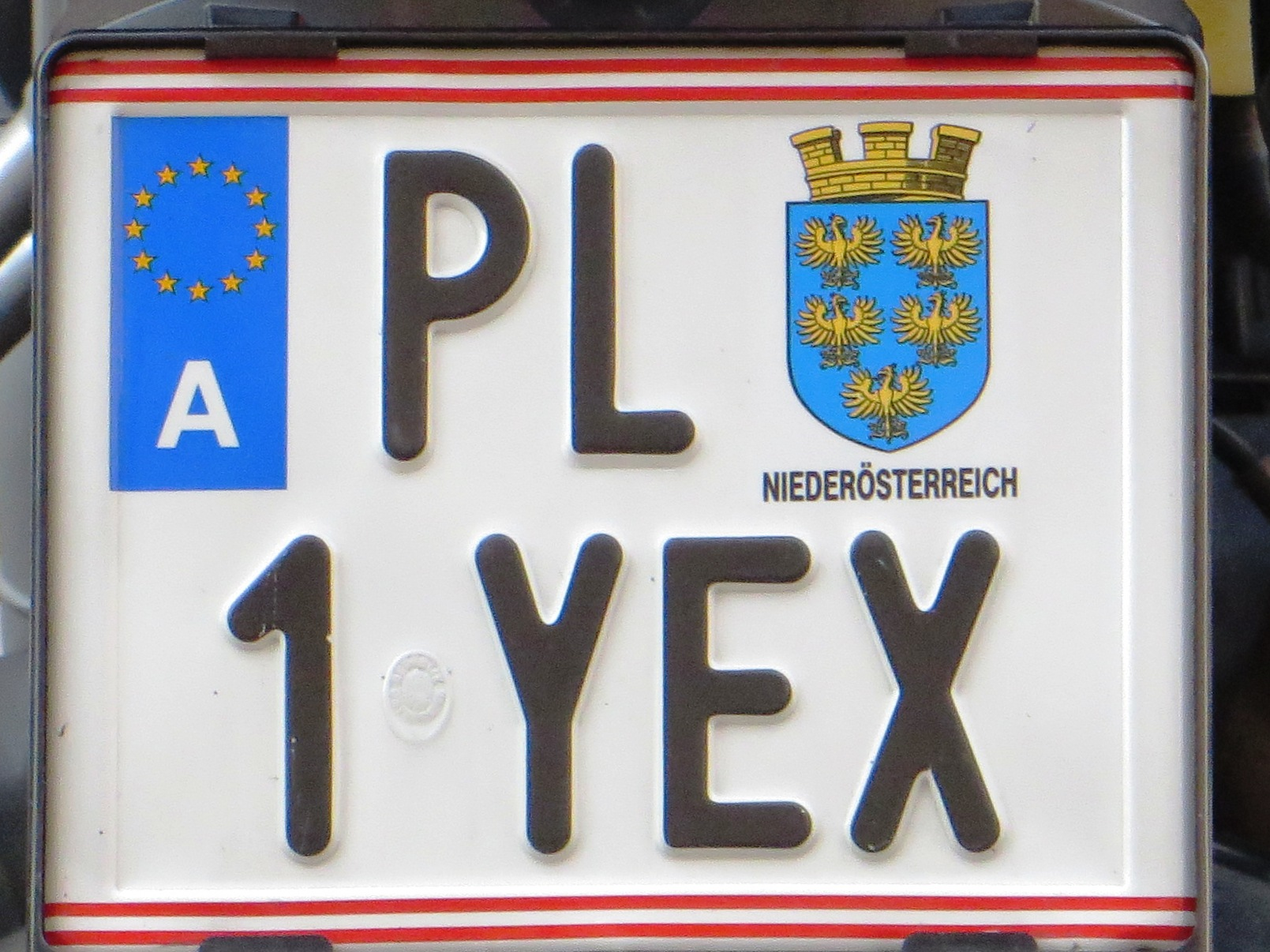
Kennzeichenbeispiel Motorrad (seit 2002)

Im Jahre 1988 wurde beschlossen, neue Kfz-Kennzeichen in Österreich einzuführen. Die ersten neuen Kennzeichentafeln wurden ab Mitte November 1989 in Tirol ausgegeben, bundesweit wurden ab 1. Jänner 1990 nur mehr neue Kennzeichentafeln ausgegeben.

### Grundsätzliches
Kennzeichentafeln sind öffentliche Urkunden. Das Ändern der Kennzeichentafeln und das Anbringen von Vorrichtungen, mit denen das Kennzeichen eines Fahrzeuges ganz oder teilweise verdeckt oder unlesbar gemacht werden kann, ist verboten. Ist das Kennzeichen auf einer Kennzeichentafel nicht mehr dauernd gut lesbar, so ist dem Zulassungsbesitzer auf Antrag eine neue Kennzeichentafel auszufolgen; dies gilt hinsichtlich des Wappens sinngemäß. Handelt es sich um eine weiße Kennzeichentafel ohne EU-Emblem, so sind neue Kennzeichentafeln mit EU-Emblem auszufolgen. Handelt es sich dabei aber um eine alte schwarze Kennzeichentafel, so sind dem Zulassungsbesitzer bei aufrechter Zulassung ein neues Kennzeichen zuzuweisen und neue Kennzeichentafeln auszufolgen. Kennzeichentafeln nach dem alten Schema (siehe #Auslaufende Kfz-Kennzeichen) sind aber grundsätzlich weiterhin gültig.

### Systematik
Das Nummerierungsschema setzt sich aus einem „Unterscheidungszeichen“ und einem „Vormerkzeichen“ zusammen. Das Unterscheidungszeichen besteht aus ein oder zwei Buchstaben und kennzeichnet Verwaltungsbezirk (politischen Bezirk), Statutarstadt, Landesregierung oder Bundesbehörden; das Vormerkzeichen besteht aus einer Kombination aus Ziffern und Buchstaben und wird in ansteigender Reihenfolge vergeben.
Kennzeichentafeln weisen eine schwarze Schrift auf weißem Grund sowie schmale rot-weiß-rote Randstreifen oben und unten auf. Bei Motorfahrrädern ist das Kennzeichen in weißer Schrift auf rotem Grund eingeprägt. Seit dem 1. April 2017 wird für Fahrzeuge mit reinem Elektroantrieb oder mit Wasserstoff-Brennstoffzellenantrieb (E-Fahrzeuge) das Kennzeichen auf Wunsch in grüner Schrift auf weißem Grund eingeprägt. Die Kennzeichen müssen aus lateinischen Buchstaben und arabischen Ziffern bestehen. Seit November 2002 haben die Kennzeichentafeln auf der linken Seite ein blaues Feld mit einem weißen „A“ unter dem EU-Sternenkranz. Diese Kennzeichentafeln ersetzen das Internationale Unterscheidungszeichen bei Fahrten innerhalb der EU, der Schweiz, Liechtensteins und Norwegens. Bereits vor dem 1. November 2002 waren blaue Aufkleber mit dem EU-Symbol für Kennzeichentafeln im Handel. Deren Verwendung stellt prinzipiell Kennzeichenmanipulation dar, sie wurden jedoch per Erlass des Verkehrsministeriums toleriert.
Manche Motorradbesitzer schnitten schriftfreie Randteile von Kennzeichentafeln weg, um Luftwiderstand und Platz zu sparen, was gelegentlich auch von der Polizei bestraft wurde, währenddessen ein knappes Umfalten des Blechs toleriert wurde. Seit April 2005 werden für Motorräder generell Kennzeichentafeln im kleineren Format (mit kleinerer Schrift) ausgegeben.

#### Wappen
Kennbuchstaben und Vormerkzeichen werden durch ein Emblem getrennt:

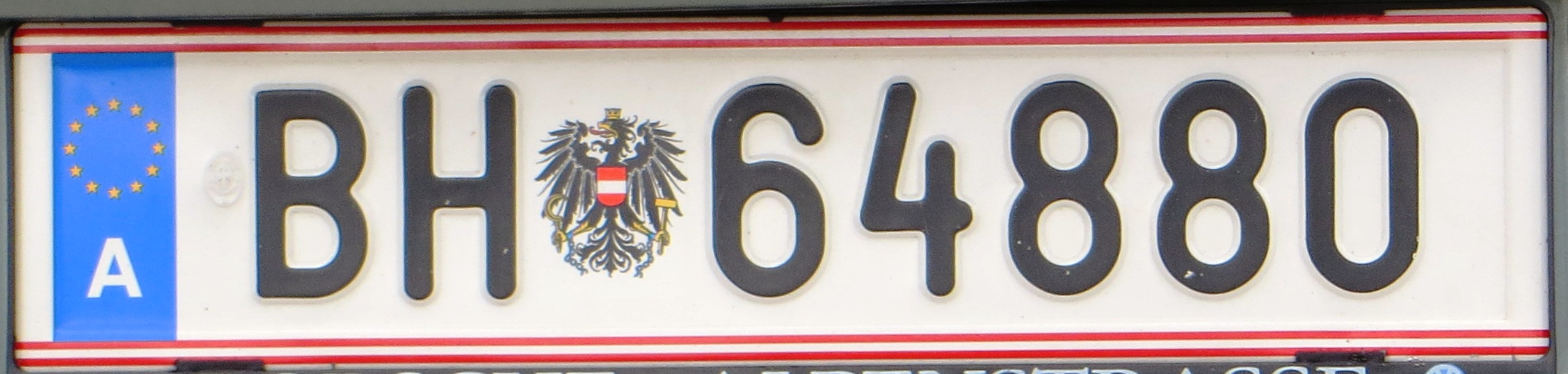
Bundesbehörden-Kennzeichen (Bundesheer) mit dem österreichischen Bundeswappen

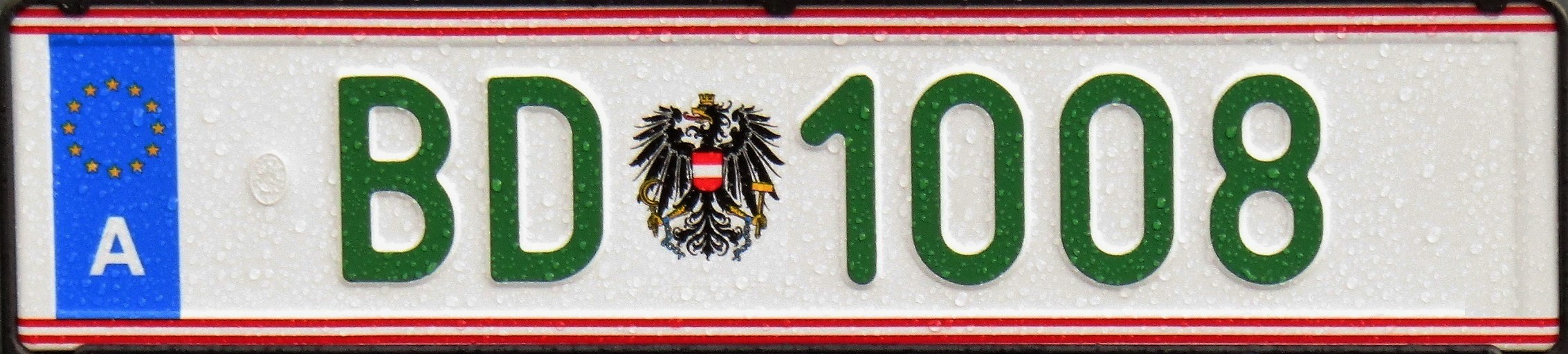
Bundesbehörden-Kennzeichen (Bundesbusdienst) mit dem österreichischen Bundeswappen

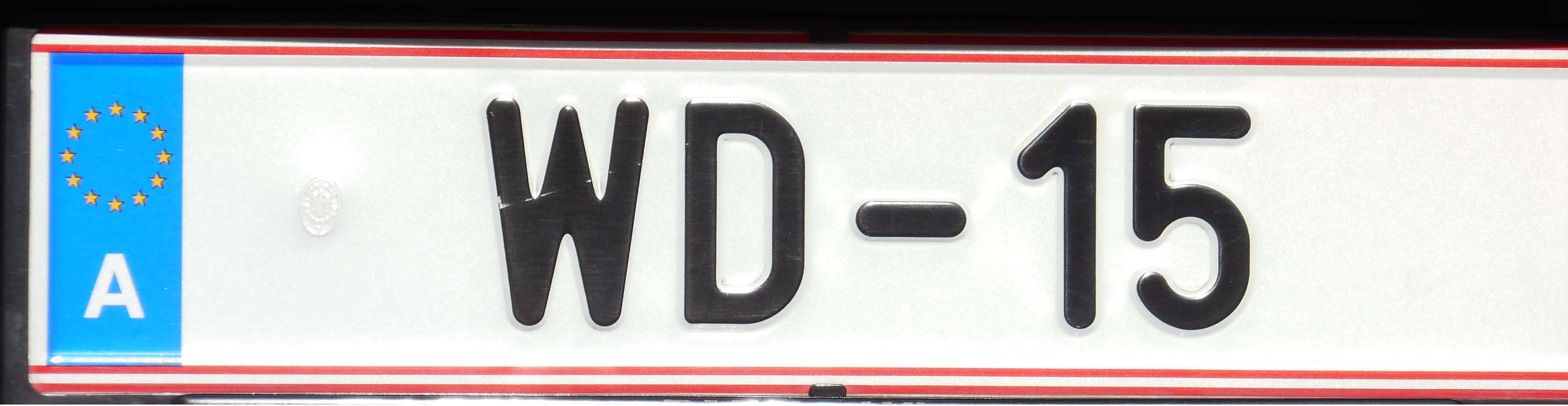
Diplomaten-Kennzeichen des chilenischen Botschafters in Wien

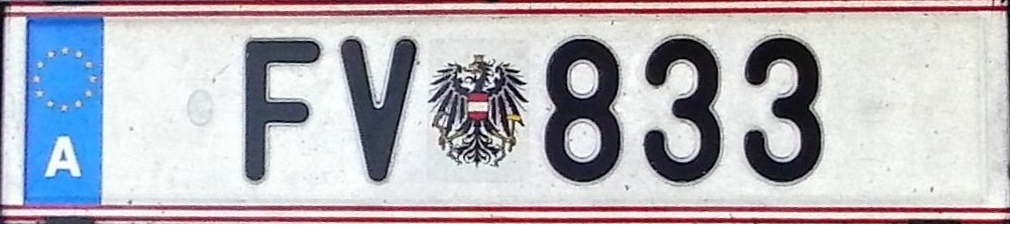
Kennzeichen der Finanzverwaltung mit dem österreichischen Bundeswappen

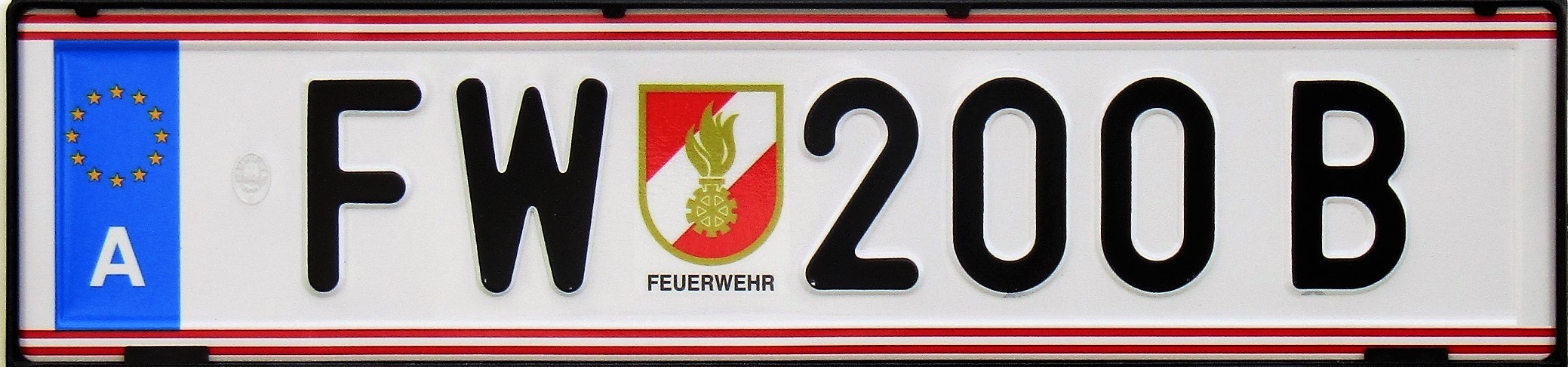
Feuerwehr-Kennzeichen mit dem Korpsabzeichen der Feuerwehren (und der Bezirkskennung von Bregenz)

- Bei normalen Kennzeichen ist es das Landeswappen des jeweiligen Bundeslandes und darunter der Name des Bundeslandes in schwarzer Blockschrift. Lediglich das Wappen, das sich auf Kärntner Kennzeichentafeln befindet, entspricht nicht exakt dem des Landeswappens.[1]
- Bei Dienstfahrzeugen von Bundesbehörden ist es das Bundeswappen.
- Bei Kennzeichen des diplomatischen Korps und des Konsularkorps fungiert ein Bindestrich als Trennzeichen.
- Fahrzeuge der Feuerwehren erhalten seit 2020 ein eigenes Sachbereichskennzeichen,[2] beginnend mit FW, gefolgt vom Korpsabzeichen der Feuerwehren, einer Nummer und der Kennung des jeweiligen Bezirks (z. B. W für Wien).

Das Wappen wird bei Angaben in Urkunden, Parkkarten, Mautkarten und dergleichen durch einen Bindestrich ersetzt, da die Kennbuchstaben zwar eindeutig sind, aber bei Wunschkennzeichen nicht die Kombination mit den Vormerkzeichen. So sind z. B. G-UNTER1 und GU-NTER1 oder K-LAUS1 und KL-AUS1 zugleich möglich. Einige Systeme berücksichtigen dies allerdings nicht, z. B. die Autobahnvignette in Ungarn.

#### Abmessungen
Kennzeichentafeln – meist im rechteckigen Querformat mit gerundeten Ecken – haben folgende Abmessungen (Breite × Höhe):
- Einzeilig: 520 × 120 mm, Schrifthöhe 67 mm (und damit wegen des rotweißroten Randes etwas höher als sonst in der EU)
- Zweizeilig: 300 × 200 mm, Schrifthöhe 67 mm
- Motorrad: 250 × 200 mm oder seit April 2005: 210 × 170 mm
- Motorfahrrad (Moped): 115 × 150 mm (rot mit weißer Schrift und weißem Rand bzw. weiß mit grüner Schrift bei E-Fahrzeugen) – fünfeckig: die untere Kante wird durch zwei Schrägen gebildet, die abgerundet in einem fünften Eck zusammenlaufen
- Oldtimer: 460 × 120 mm, Schrifthöhe 67 mm

#### Kennzeichentafeln
Die Abmessungen, die technische Beschaffenheit, die optische Gestaltung, die Rückstrahlwerte und die anzuwendenden Prüfmethoden sowie das Entgelt für die einzelnen Typen von Kennzeichentafeln bestimmen sich nach Anlage 5e (zu § 25d)
Diese Anlage enthält auch Musterzeichnungen und umfasst unter anderem:
- A. Kennzeichentafelarten und -formate
  - A.1. Maße und Schriftfelder
  - A.2.1. Herstellerzeichen
  - A.2.2. Wappenplaketten
  - A.3. Form und Größe der Schriftzeichen
- B. Materialien und Prüfeigenschaften
- C. Entgelte für Typen von Kennzeichentafeln

### Kennbuchstaben-Liste
Die Kennbuchstaben sind in der jeweils geltenden Fassung der Kraftfahrgesetz-Durchführungsverordnung 1967 geregelt.

#### Fahrzeuge für hohe Bundes- und Landesfunktionäre sowie staatliche Institutionen

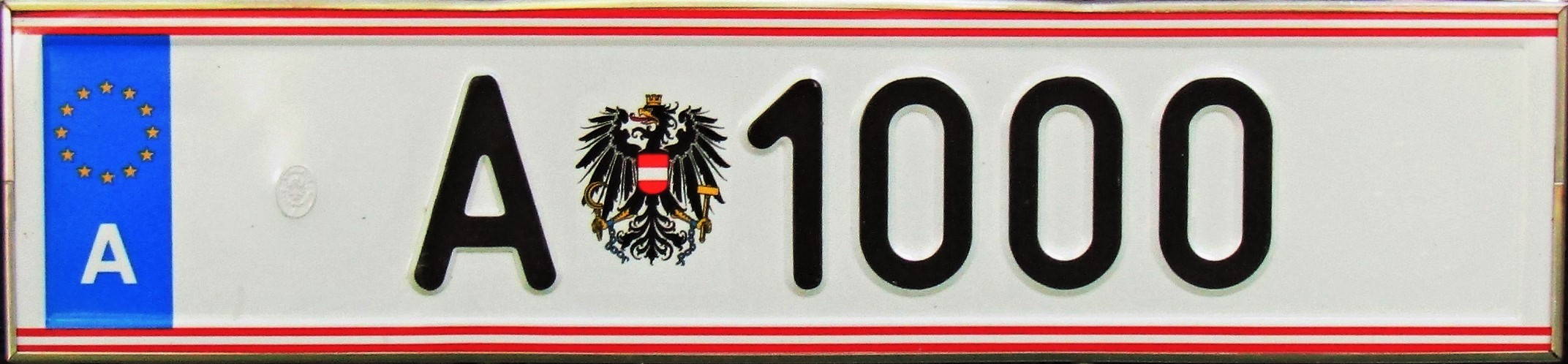
Kfz-Kennzeichen des Bundespräsidenten

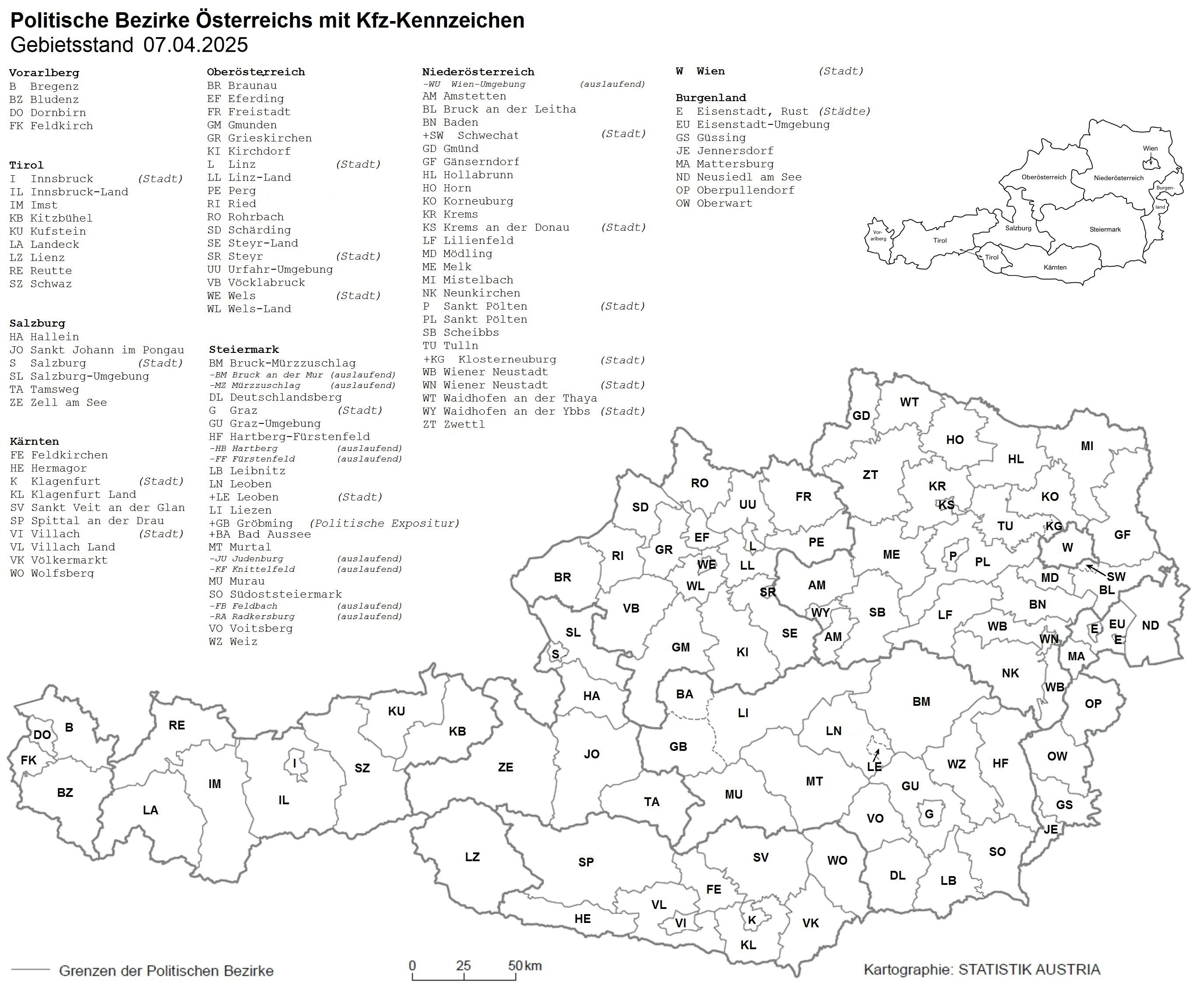
Österreichkarte mit Kfz-Kennzeichen

Für Fahrzeuge zur Verwendung durch bestimmte Personengruppen besteht die Kennung aus dem Buchstaben A.

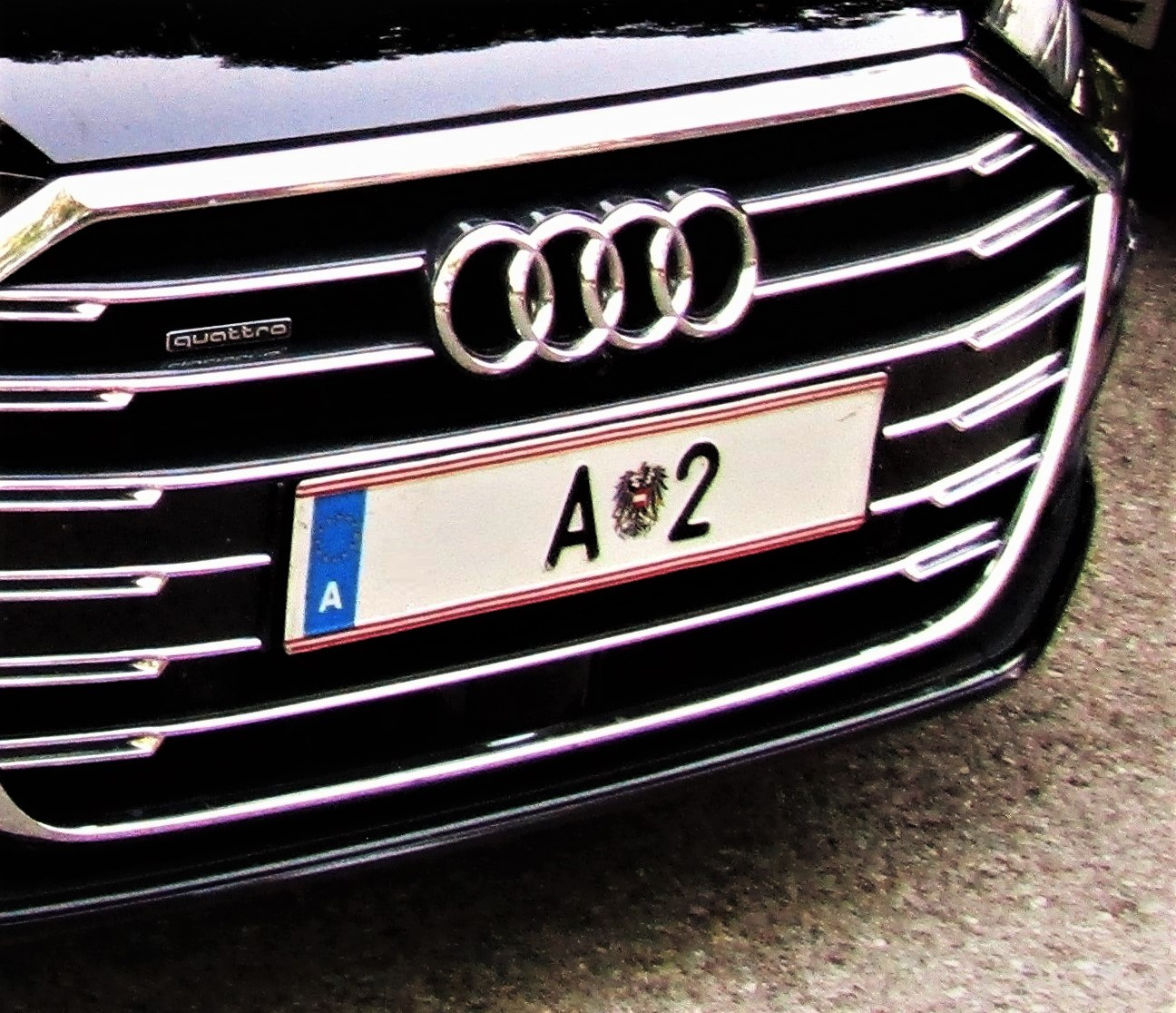
Kennzeichen A 2

Nach § 53 Kraftfahrgesetz können bei Kraftfahrzeugen, die für Fahrten des Bundespräsidenten zu feierlichen Anlässen verwendet werden, die Kennzeichentafeln durch Tafeln mit dem Bundeswappen verdeckt oder ersetzt sein.
Für Fahrzeuge zur Verwendung durch hohe Landesfunktionäre besteht die Kennung aus folgenden Buchstaben:
| * B Burgenland     | * K Kärnten    | * N0 Niederösterreich |
| * O Oberösterreich | * S Salzburg   | * ST Steiermark       |
| * T Tirol          | * V Vorarlberg | * W0 Wien             |

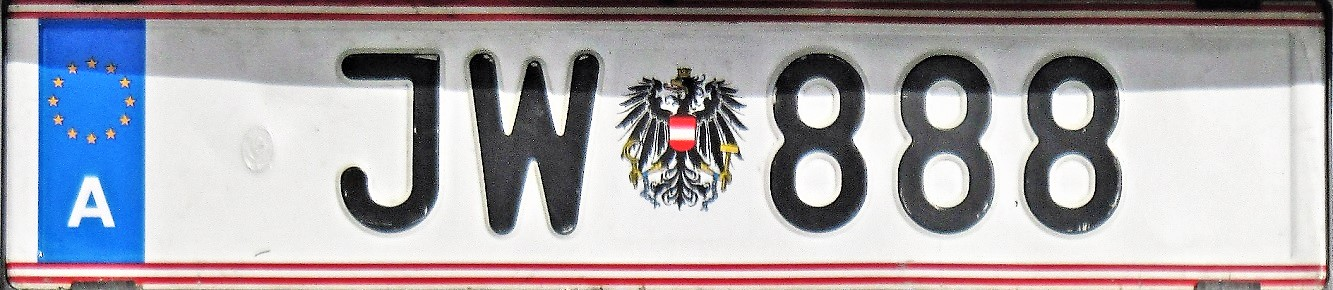
Behördenkennzeichen der Justizwache

Die Kennungen für die „sachlichen Bereiche“, das sind staatliche Institutionen wie Polizei, Heer, Post, Zollwache usw., wurden aus dem alten System unverändert übernommen (siehe unten → Auslaufende Kennzeichen) beziehungsweise durch sinnvolle Abkürzungen ergänzt (FV für die Finanzverwaltung seit 2005).

#### Alle Bezirks-, Behörden- und Sachbereichskennbuchstaben samt Wappen bzw. Trennzeichen
A
- A  Oberste Organe der Republik (Fahrzeuge zur Verwendung für …)
  - Bundespräsident
  - Präsidenten des Nationalrates
  - Präsidenten des Bundesrates
  - Mitglieder der Bundesregierung (Bundeskanzler, Bundesminister)
  - Staatssekretäre
  - Mitglieder der Volksanwaltschaft
  - Präsidenten oder Vizepräsidenten des Rechnungshofes, des Verfassungsgerichtshofes und Verwaltungsgerichtshofes und des Obersten Gerichtshofes
- AM  Amstetten

B
- B  Bregenz
- B  Land Burgenland
- BA  Bad Aussee (bis 30. Juni 2012 Expositur der BH Liezen und ab 7. April 2025 Außenstelle der BH Liezen[5]; 2012 bis 2025 stattdessen: LI [6])
- BB  Österreichische Bundesbahnen (auslaufend, seit 2004 Wiener Kennzeichen mit den Vormerkbuchstaben BB, z. B. W1234 BB)
- BD
  -  Bundesbusdienst (seit Auflösung der Bundesbus-Geschäftsstelle 1997 auslaufend, seit 2008 wieder für Postbusse vergeben)
  - - Diplomatisches Korps im Burgenland[7]
- BG  Bundesgendarmerie (auslaufend seit der Zusammenlegung von Polizei und Gendarmerie am 1. Juli 2005)
- BH  Bundesheer
- BK - Konsularkorps im Burgenland
- BL  Bruck an der Leitha
- BM 
  - Bruck an der Mur (bis Juni 2013)
  - Bruck-Mürzzuschlag (seit Juli 2013, ersetzt daneben MZ)
- BN  Baden
- BP  Bundespolizei
- BR  Braunau
- BZ  Bludenz

D
- DL  Deutschlandsberg
- DO  Dornbirn

E
- E 
  - Eisenstadt (Stadt, LPD)
  - Rust (Stadt, LPD Eisenstadt)
- EF  Eferding
- EU  Eisenstadt-Umgebung

F
- FB  Feldbach (auslaufend, seit Juli 2013: SO)
- FE  Feldkirchen
- FF  Fürstenfeld (auslaufend, seit Juli 2013: HF)
- FK  Feldkirch
- FR  Freistadt
- FV  Finanzverwaltung (seit 2005, vorher: ZW für Zollwache)
- FW  Feuerwehr (seit 2020; Bezirkskennung als Vormerkbuchstaben am Ende der Nummer)[8]

G
- G  Graz (Stadt, LPD)
- GB  Gröbming (Expositur der BH Liezen)
- GD
  -  Gmünd
  - - Diplomatisches Korps in der Steiermark[7]
- GF  Gänserndorf
- GK - Konsularkorps in der Steiermark
- GM  Gmunden
- GR  Grieskirchen
- GS  Güssing
- GU  Graz-Umgebung

H
- HA  Hallein
- HB  Hartberg (auslaufend, seit Juli 2013: HF)
- HE  Hermagor
- HF  Hartberg-Fürstenfeld (seit Juli 2013, ersetzt FF und HB [9])
- HL  Hollabrunn
- HO  Horn

I
- I  Innsbruck (Stadt, LPD)
- IL  Innsbruck-Land
- IM  Imst

J
- JE  Jennersdorf
- JO  St. Johann im Pongau
- JU  Judenburg (auslaufend, seit Juli 2012: MT [6])
- JW  Justizwache

K
- K 
  - Klagenfurt am Wörthersee (Stadt, LPD)
  - Land Kärnten
- KB  Kitzbühel
- KD - Diplomatisches Korps in Kärnten[7]
- KF  Knittelfeld (auslaufend, seit Juli 2012: MT [6])
- KG  Klosterneuburg (Stadt, Außenstelle der BH Tulln); ehemals: TU und WU
- KI  Kirchdorf
- KK - Konsularkorps in Kärnten
- KL  Klagenfurt-Land
- KO  Korneuburg
- KR  Krems
- KS  Krems an der Donau (Stadt, Magistrat)
- KU  Kufstein

L
- L  Linz (Stadt, LPD)
- LA  Landeck
- LB  Leibnitz
- LD - Diplomatisches Korps in Oberösterreich[7]
- LE  Leoben (Stadt, LPD)
- LF  Lilienfeld
- LI  Liezen
- LK - Konsularkorps in Oberösterreich
- LL  Linz-Land
- LN  Leoben
- LZ  Lienz

M
- MA  Mattersburg
- MD  Mödling
- ME  Melk
- MI  Mistelbach
- MT  Murtal (seit Juli 2012, ersetzt JU und KF [6])
- MU  Murau
- MZ  Mürzzuschlag (auslaufend, seit Juli 2013: BM)

N
- N  Land Niederösterreich
- ND
  -  Neusiedl am See
  - - Diplomatisches Korps in Niederösterreich[7]
- NK
  -  Neunkirchen
  - - Konsularkorps in Niederösterreich

O
- O  Land Oberösterreich
- OP  Oberpullendorf
- OW  Oberwart

P
- P  St. Pölten (Stadt, LPD)
- PE  Perg
- PL  St. Pölten
- PT  Österreichische Post AG (bis 1996 Post- und Telegraphenverwaltung; auslaufend bei A1 Telekom Austria AG)

R
- RA  Radkersburg (auslaufend, seit Juli 2013: SO)
- RE  Reutte
- RI  Ried
- RO  Rohrbach

S
- S  Salzburg (Stadt, LPD)
- SB  Scheibbs
- SD
  -  Schärding
  - - Diplomatisches Korps im Land Salzburg[7]
- SE  Steyr-Land
- SK - Konsularkorps im Land Salzburg
- SL  Salzburg-Umgebung
- SO  Südoststeiermark (seit Juli 2013, ersetzt FB und RA)
- SP  Spittal an der Drau
- SR  Steyr (Stadt, LPD)
- ST  Land Steiermark
- SV  St. Veit an der Glan
- SW  Schwechat (Stadt, LPD)
- SZ  Schwaz

T
- T  Land Tirol
- TA  Tamsweg
- TD - Diplomatisches Korps in Tirol[7]
- TK - Konsularkorps in Tirol
- TU  Tulln (vergleiche WU und KG)

U
- UU  Urfahr-Umgebung

V
- V  Land Vorarlberg
- VB  Vöcklabruck
- VD - Diplomatisches Korps in Vorarlberg[7]
- VI  Villach (Stadt, LPD)
- VK
  -  Völkermarkt
  - - Konsularkorps in Vorarlberg
- VL  Villach Land
- VO  Voitsberg

W
- W 
  - Wien (Stadt, LPD)
  - Land Wien
- WB  Wiener Neustadt
- WD - Diplomatisches Korps in Wien
- WE  Wels (Stadt, LPD)
- WK - Konsularkorps in Wien
- WL  Wels-Land
- WN  Wiener Neustadt (Stadt, LPD)
- WO  Wolfsberg
- WT  Waidhofen an der Thaya
- WU  Wien-Umgebung (auslaufend, seit 2017: BL / KO / PL / TU / seit 2020: KG)
- WY  Waidhofen an der Ybbs (Stadt, Magistrat)
- WZ  Weiz

Z
- ZE  Zell am See
- ZT  Zwettl
- ZW  Zollwache (auslaufend, seit 2005: FV für Finanzverwaltung)

Anmerkungen:
LPD = Abkürzung für Landespolizeidirektion
Die Kennzeichen BD (Bundesbusdienst), GD (Gmünd), ND (Neusiedl), NK (Neunkirchen), SD (Schärding) und VK (Völkermarkt) sind jeweils mit Wappen die genannten Verwendungen, mit Trennstrich jedoch Diplomaten- oder Konsular-Kennzeichen.
BM, ehemals Bruck an der Mur, ist seit der Bezirkszusammenlegung mit Mürzzuschlag per Juli 2013 neu als Bruck-Mürzzuschlag zu interpretieren.

### Vormerkzeichen

#### Vorgaben
Normale Vormerkzeichen müssen vier bis fünf Zeichen, bei nur einem Kennbuchstaben fünf bis sechs Zeichen enthalten. Bei Kennzeichen für vorübergehende Zulassungen (Zollkennzeichen) sind es immer vier Zeichen, bei Probe- und Überstellungskennzeichen vier oder fünf Zeichen.
- Vormerkzeichen müssen mit einer Ziffer beginnen und mit einem Buchstaben enden.
- Es müssen alle Ziffern und alle Buchstaben je in geschlossenen Blöcken sein; ein „Mischen“ von Ziffern und Buchstaben ist nicht erlaubt. Es dürfen nur Großbuchstaben verwendet werden; die Verwendung des Buchstaben „Q“ und der Umlaute Ä, Ö und Ü ist nicht gestattet.
- Die Ziffer „0“ an der ersten Stelle im Ziffernblock ist unzulässig; ebenso der Buchstabe „O“ an der ersten Stelle im Buchstabenblock (außer es handelt sich um ein Kennzeichen für Funktionäre oder staatliche Institutionen).
- Vier- und fünfstellige Ziffernblöcke sind ohne Tausenderpunkt.

Beispiele
- KI–12 AB für ein Kfz-Kennzeichen des Bezirks Kirchdorf (Oberösterreich)
- Zulässige Kombinationen sind:
  - KI–1 AAA bis KI–99 ZZZ
  - KI–10 AA bis KI–999 ZZ
  - KI–100 A bis KI–9999 Z
- Zulässige Kombinationen für Wien sind:
  - W–10 AAA bis W–999 ZZZ
  - W–100 AA bis W–9999 ZZ
  - W–1000 A bis W–99999 Z

Bei zweizeiligen Kennzeichentafeln, Moped- und Motorradkennzeichen sowie Probe- und Überstellungskennzeichen genügen im Vormerkzeichen vier oder fünf Zeichen; bei Kennzeichen für vorübergehende Zulassungen (Zollkennzeichen) sind es immer vier Zeichen. Bei einzeiligen Oldtimerkennzeichen genügen drei Zeichen, in den Landeshauptstädten und in Wien vier Zeichen; der einzige Buchstabe ist immer ein „H“.

#### Besonderheiten bei zweizeiligen Kennzeichen

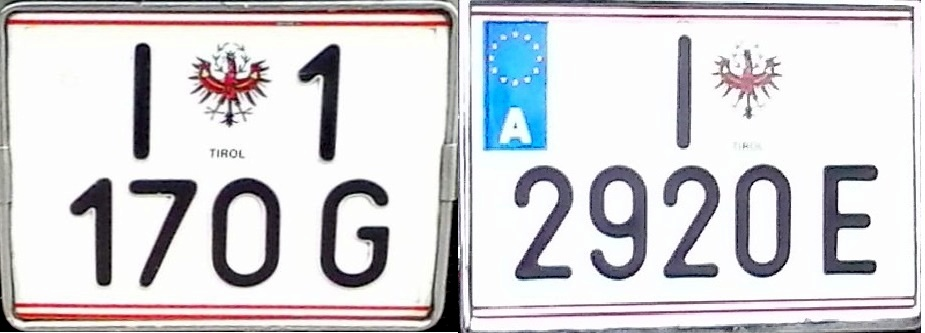
Kennzeichenbeispiel mit bzw. ohne Zeilenumbruch

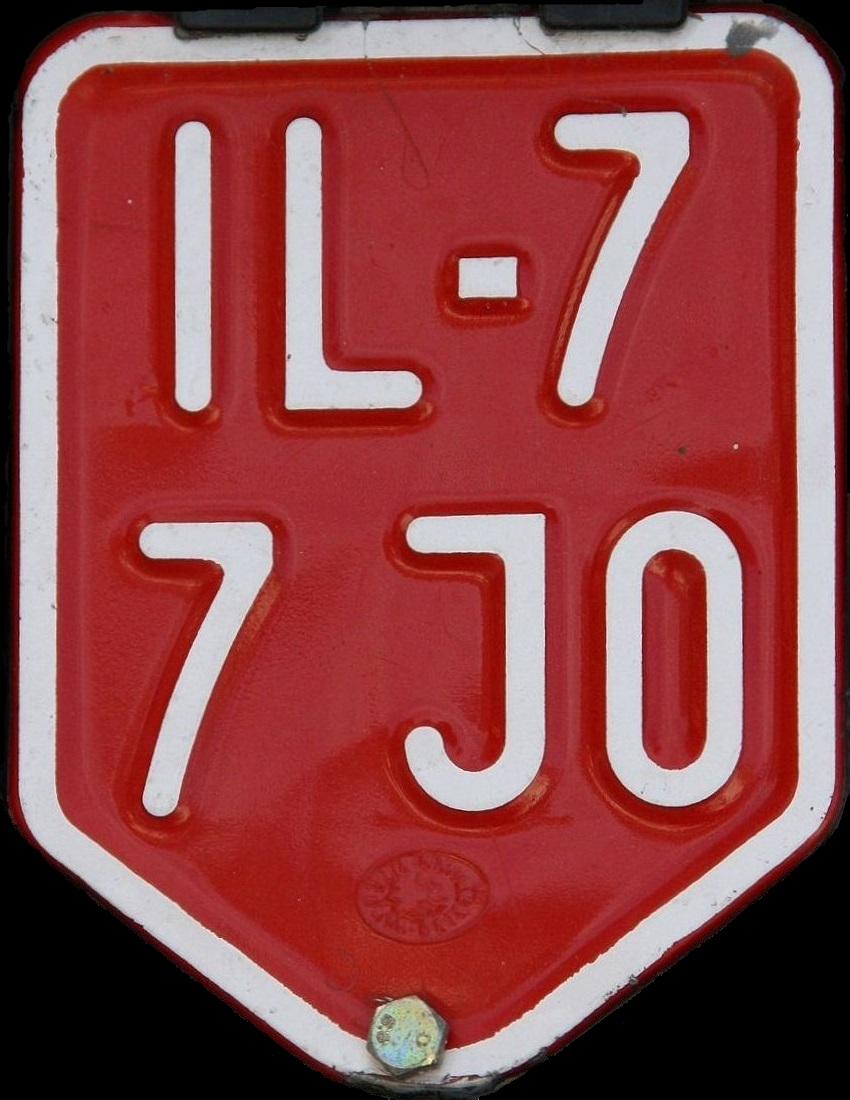
Mopedkenn-zeichen mit Zeilenumbruch

Bei zweizeiligen Kennzeichentafeln genügen immer vier oder fünf Zeichen; ein mehrstelliger Ziffern- oder Buchstabenblock kann durch Zeilenumbruch getrennt werden – auch bei Wunschkennzeichen.

#### Vergabe der ersten Serien
Vormerkzeichen der ersten Serie mussten mindestens eine Ziffer und einen Buchstaben enthalten. Bei der Vergabe der ersten Kennzeichen gingen die Behörden ganz unterschiedlich vor. Für jedes Bundesland stand fest, ob am Ende ein, zwei oder drei Buchstaben standen. Entsprechend kürzer war der Nummernblock. Zusammen mit dem Unterscheidungszeichen gab es sechs Zeichen (Ausnahme in der Bundeshauptstadt Wien: sieben Zeichen).
Der erste Zulassungsbezirk, der eine weitere Stelle bei den Vormerkzeichen benötigte, war der Bezirk Salzburg-Umgebung (SL). Im Bezirk Innsbruck-Land folgte auf das vierstellige Vormerkzeichen IL 9 ZZZ das fünfstellige IL 11 AAA.
Während Wien mit W 10000 A (nur ein Buchstabe) begann, starteten die steirischen Vormerkzeichen mit drei Buchstaben:
- BM 1 AAA
- G 10 AAA

Bei den Buchstaben wurde in der Steiermark jeweils die erste Stelle zuerst gewechselt: nach WZ 9 AAA kam WZ 1 BAA.
In Oberösterreich wurden von 1990 bis 1999 mehrere Serien verwendet. In den Städten Wels und Steyr sowie allen Bezirken gab es zunächst Vormerkzeichen mit drei Ziffern und einem Buchstaben, danach mit zwei Ziffern und zwei Buchstaben:
- LL 100 B bis LL 999 Z
- LL 10 AB bis LL 99 ZZ

In den einwohnerstärkeren Bezirken Braunau am Inn, Gmunden, Linz-Land, Vöcklabruck und Wels-Land wurde schließlich auch die Serie mit einer Ziffer und drei Buchstaben verwendet:
- LL 1 AAB bis LL 9 ZZZ

In der Landeshauptstadt Linz wurden Vormerkzeichen mit vier Ziffern und einem Buchstaben L 1000 B bis L 9999 Z verwendet. Die Endbuchstaben A, AA und AAA sind in Oberösterreich bis heute Behörden- und Einsatzfahrzeugen vorbehalten.

#### Vergabe der zweiten Serien
Mit Einführung der Zulassung durch die Versicherer (1999) wurden die Systeme der ersten Serie um ein Zeichen erweitert (außer Wien) und vereinheitlicht:
- I 1234 AB / I 123 AB
- IL 123 AB

#### Buchstabenkombinationen für Fahrzeuge mit besonderer Verwendung
Manche Behörden (vor allem in den größeren Städten) reservieren im Rahmen des Systems bestimmte Buchstabenkombinationen für Fahrzeuge mit besonderer Verwendung. Solche Kennzeichen („Kennzeichen Sub-Serien“) werden in Verordnungen kundgemacht, die in Amtsblättern der Behörden, beispielsweise in der Grazer Zeitung, verlautbart werden.
Während Wien diese Kennzeichnung von Anfang an hatte, führten sie andere Bundesländer erst später bei Taxis verpflichtend ein, so dass auch bestehende Zulassungen betroffen sind. (Zuletzt 2013 Kärnten).
Ein Grund dafür ist die Überwachung von Busspuren, Krankenhauszufahrten und dgl. Durch das klar erkennbare Kennzeichen soll der Missbrauch z. B. eines TAXI-Schildes unmöglich werden. Mit 1. Jänner 2023 erhalten auch alle Taxis in Niederösterreich solche Kennzeichen.

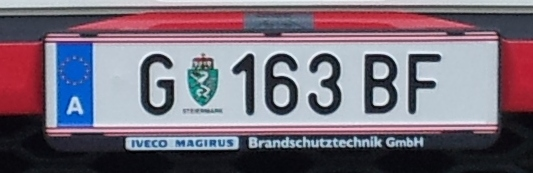
Beispiel einer bestimmten Buchstabenkombination für Fahrzeuge mit besonderer Verwendung: Kennzeichen der BF-Serie für die Berufsfeuerwehr Graz

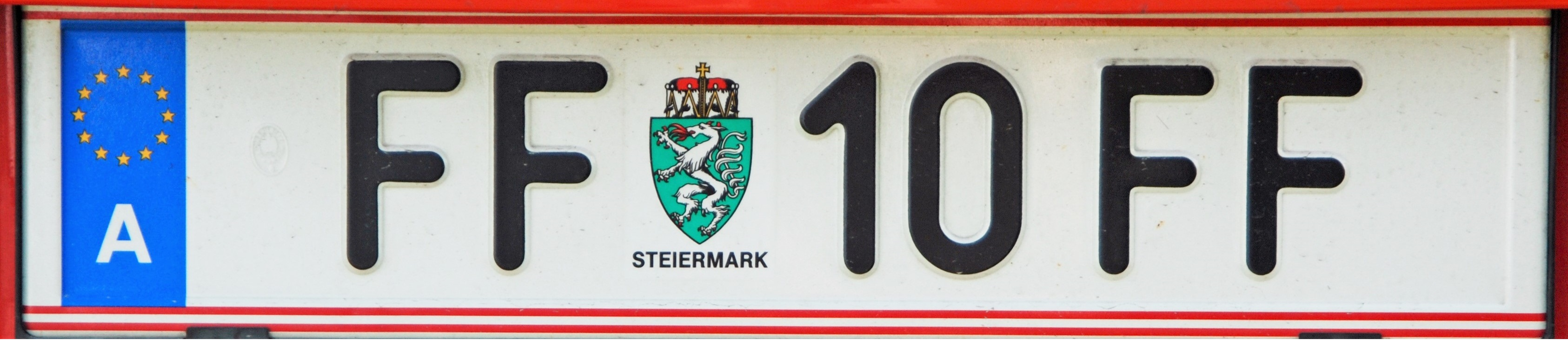
Kennzeichen für die Freiwillige Feuerwehr aus dem (ehem.) Bezirk Fürstenfeld

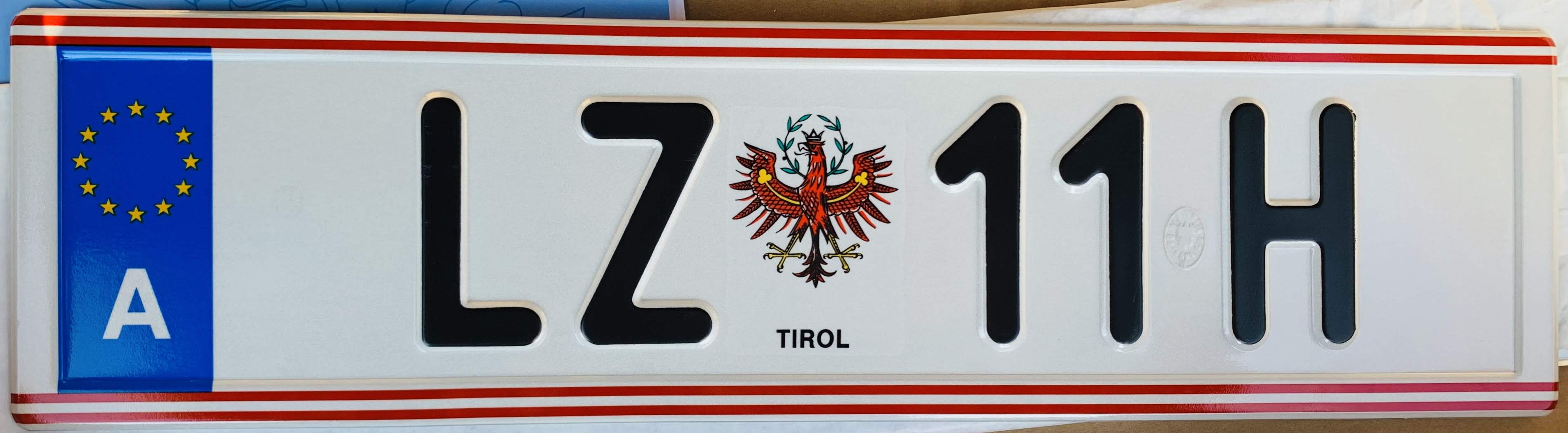
Historisches Fahrzeug (seit 2019, einziger Buchstabe „H“)

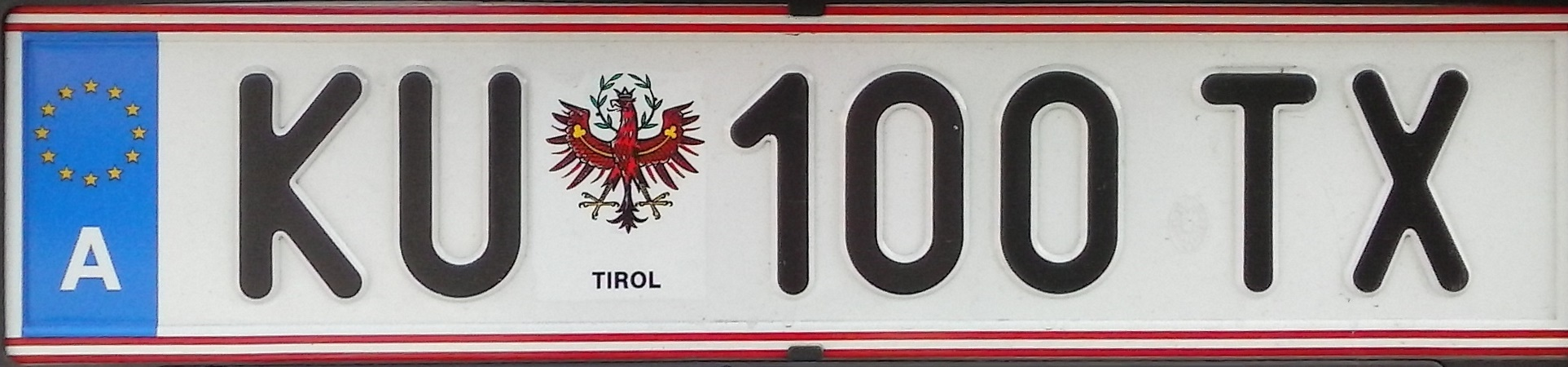
Kennzeichen der TX-Serie für Taxis

A0 Bevorzugte Straßenbenutzer in Oberösterreich, z. B. Dienstfahrzeuge der Landesbehörden, Rotes Kreuz, ... (L–1234 A)
ATX Taxi (W–1234 ATX), seit 2024
BB Bundesbahn (W–1234 BB)
BE Bestattung in Wien (W–1234 BE)
BF Berufsfeuerwehr (G–122 BF), in Graz davor auch BFG, auslaufend seit 2020
BH Bezirkshauptmannschaft (DL–100 BH)
BTX Taxi (W–1234 BTX), seit 2024
CTX Taxi (W–1234 CTX), seit 2024
EW Elektrizitätswerk (W–1234 EW)
FF Freiwillige Feuerwehr (FF–10 FF), auslaufend seit 2020
FW Feuerwehr (AM–12 FW), auslaufend seit 2020
GE Gemeindeeigene Fahrzeuge (SW–10 GE)
GT Gewerblicher Gütertransport (W–1234 GT)
GW Gaswerk in Wien (W–1234 GW)
H0 Historische Fahrzeuge (freiwillig seit 2019)
IBK Stadt Innsbruck (I–504 IBK)
IVB Innsbrucker Verkehrsbetriebe (I–920 IVB)
KP Angemietete gewerbliche Kleintransportfahrzeuge (W–1234 KP)
KT Gewerbliche Kleintransporte (W–1234 KT)
LM Mietwagen (W–1234 LM) (wohl in Anlehnung an Limousine)
LO Linienomnibusse (W–1234 LO)
LR Landesregierung in Niederösterreich (P–123 LR)
LT Taxi (W–1234 LT)
LV Landesverwaltung in Tirol (I–110 LV)
MA Fahrzeug eines Magistrates (W–2412 MA)
MW Mietwagen (P–123 MW), auslaufend seit 2020 > TX
RD Rettungsdienst (Ambulanz) (ME–100 RD)
RK Rotes Kreuz (WN–12 RK)
T0 Taxi in Salzburg (S–123 T, ZE–1234 T), auslaufend seit 2020 > TX
TX Taxi (W–1234 TX, SW–12 TX, KU–100 TX; Serie bis KU–99 TX sind jedoch Motorrad-Kennzeichen)
VB Verkehrsbetriebe, Fahrzeug der Wiener Linien GmbH & Co KG, wenn es nicht ein Linienomnibus ist (z. B. Betriebsinspektion, Hilfs- und Wartungsfahrzeuge usw.) (W–1234 VB)
Sowohl alle Behörden- als auch Diplomatenkennzeichen bestehen nach dem Wappen bzw. Bindestrich aus maximal fünf Ziffern.
Beispiel:
N  1 Landeshauptfrau von Niederösterreich
TK – 10 Konsularkorps im Land Tirol

#### Polizeikennzeichen

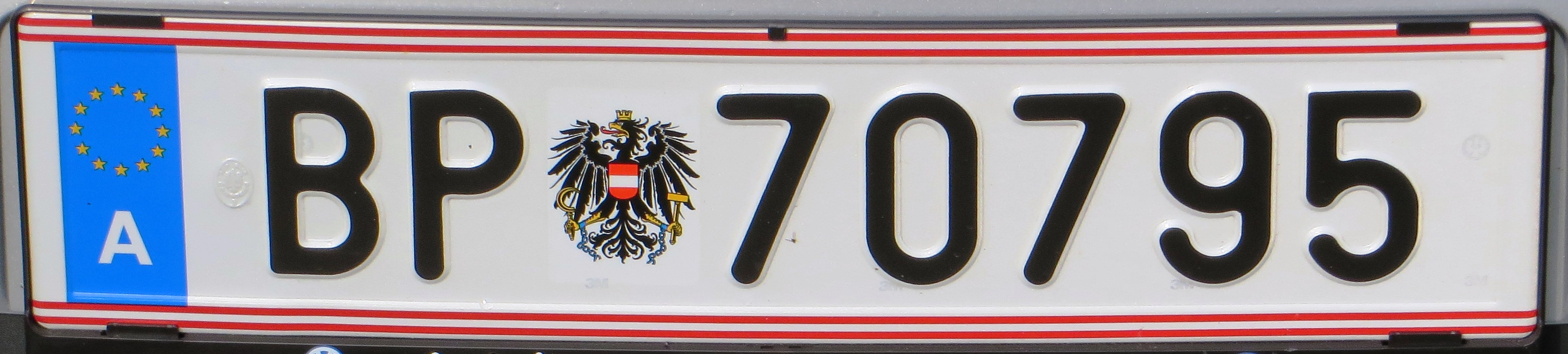
Polizeikennzeichen nach neuem Schema

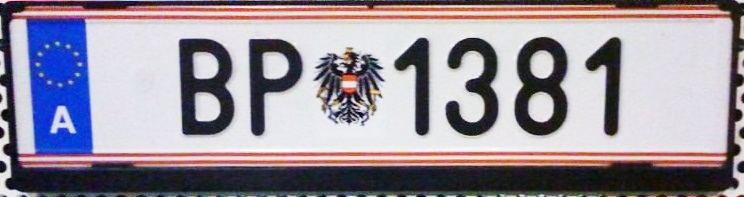
Polizeikennzeichen nach altem Schema

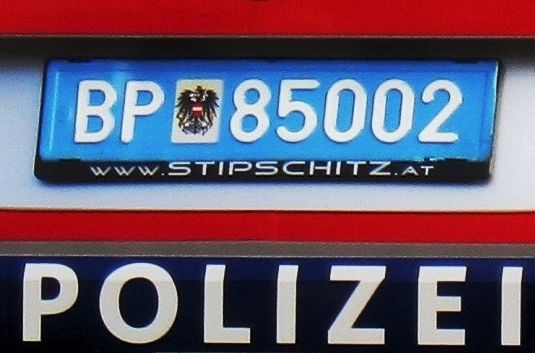
Polizeikennzeichen nach neuem Schema für Probefahrten

Nach der Zusammenlegung von Polizei und Gendarmerie wurde schrittweise eine neue Nummerierung eingeführt, die noch nicht abgeschlossen ist. Waren früher nach dem Kennzeichen oft nur drei- oder vierstellige Ziffernkombinationen üblich, sind nach neuem Schema die Ziffernkombinationen immer fünfstellig. Die erste Ziffer bestimmt dabei die jeweils zuständige Landespolizeidirektion, wobei eine alphabetische Reihung der LPDs vorgenommen wurde. Dies ist auch die Nummer im ISO 3166-2-Bundesländercode. Es ergeben sich daher folgende Kennzeichen:
Beispiel / Bundesland
- BP–18888 – Burgenland
- BP–28888 – Kärnten
- BP–38888 – Niederösterreich
- BP–48888 – Oberösterreich
- BP–58888 – Salzburg
- BP–68888 – Steiermark
- BP–78888 – Tirol
- BP–88888 – Vorarlberg
- BP–98888 – Wien

Fahrzeuge der Gemeindewachkörper verfügen über keine Behördenkennzeichen wie die Bundespolizei. Sie tragen gewöhnliche Nummernschilder des jeweiligen Bezirkes oder Wunschkennzeichen. So hat z. B. die Stadtpolizei Kufstein ein Fahrzeug mit KU-POL 1.

### Kennzeichen nach eigener Wahl (Wunschkennzeichen)

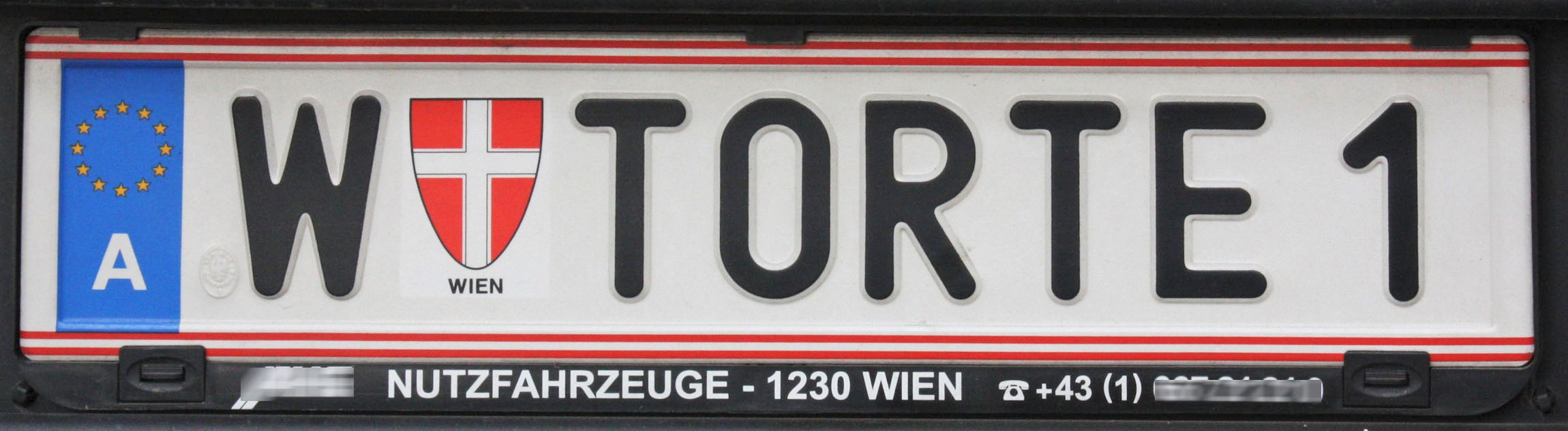
Wunschkennzeichen

In Österreich sind Kennzeichen nach eigener Wahl möglich,
bei denen der Zulassungsbesitzer eine beliebige Buchstaben-Zahlen-Kombination als Vormerkzeichen beantragen kann. Es wurde 1990 eingeführt, nachdem die Ausgabe „alter“ schwarzer Kennzeichentafeln zugunsten der weißen Kennzeichentafeln endete. Für das Wunschkennzeichen können bis zu sieben Zeichen verwendet werden. Diese dürfen "nicht gegen die guten Sitten oder die öffentliche Ordnung verstoßen." (§ 48a KVG, 12. Kraftfahrgesetz-Novelle, 15. Juli 1988).

#### Wunschkombinationen
Die Vormerkzeichen bestehen umgekehrt als bei den normalen Kennzeichen aus einer Kombination aus Buchstaben und Ziffern. Der Buchstabenteil besteht aus ein bis fünf Buchstaben, dabei können alle Buchstaben von A bis Z außer dem Q gewählt werden. Als Ziffernteil dient eine Zahl von 1 bis 99999 (führende Nullen sind nicht erlaubt). Die Gesamtlänge des Kennzeichens inklusive des Unterscheidungszeichens muss vier bis sieben Zeichen betragen.
Beispiele
- GM–NDEN 1 für ein Wunschkennzeichen aus dem Bezirk Gmunden
- W–A 12345 für ein Wunschkennzeichen aus Wien

Die gewünschte Kombination kann von der Behörde abgelehnt werden, zum Beispiel nationalsozialistische Abkürzungen. Im Jahr 2015 wurde gemeinsam mit dem Mauthausen Komitee vom Verkehrsministerium eine Liste mit Nazi-Codes erstellt und per Erlass auf Wunschkennzeichen verboten. Dieser Erlass betrifft die Neuerteilung und Verlängerung der Kennzeichen. Geltende Kennzeichen werden davon noch nicht berührt, aber nicht verlängert.

#### Reservierung und Kosten
Die Reservierung beziehungsweise Zuweisung eines Wunschkennzeichens kann bei einem Teil der ausgebenden Behörden auch online beantragt werden.
Wunschkennzeichen sind mit einer besonderen Gebühr verbunden, diese beträgt (Stand Oktober 2015) 228,30 Euro und setzt sich zusammen aus:
- Abgabe an den Österreichischen Verkehrssicherheitsfonds: 200 Euro
- Verwaltungskosten: 14 Euro
- Antragskosten: 14,30 Euro

dazu kommt bei der Abholung: 21 Euro für die Kennzeichentafeln.
Diese Reservierung gilt 15 Jahre lang und kann dann durch eine neuerliche Einzahlung von 214 Euro (= 200 Euro Abgabe + 14 Euro Verwaltungskosten) verlängert werden. Diese Gelder kommen dem Verkehrssicherheitsfonds, einem Fonds zur Dotierung von Projekten im Bereich Verkehrssicherheit zugute.
Eine Reservierung für ein Wunschkennzeichen ist nicht auf eine andere Person übertragbar und kann daher nicht verkauft oder verschenkt werden. Das Gleiche gilt auch für juristische Personen. Für Behörden und Diplomaten sind keine Wunschkennzeichen möglich.

#### Gültigkeit
- Vor Ablauf der 15-Jahresfrist kann freiwillig auf das Wunschkennzeichen verzichtet werden, es muss dann das Wunschkennzeichen gegen ein normales Kennzeichen ausgetauscht werden.
- Bei einer Abmeldung des Fahrzeugs oder Aufhebung der Zulassung innerhalb des 15-Jahreszeitraums bleibt das Recht auf Führung des Wunschkennzeichens unberührt.
- Nach Ablauf der 15-Jahresfrist ergeben sich folgende Möglichkeiten:
  - Verlängerung des alten Wunschkennzeichens auf weitere 15 Jahre
  - Beantragung eines anderen Wunschkennzeichens
  - Umstieg auf ein Standardkennzeichen

Wenn bei Fristablauf das alte Wunschkennzeichen nicht verlängert und auch kein anderes Wunschkennzeichen beantragt wird, muss das Wunschkennzeichen gegen ein normales Kennzeichen ausgetauscht werden.
Bei Verzicht auf das Wunschkennzeichen sind nur die Gebühren für die neuen Standard-Kennzeichentafeln zu begleichen. Es muss keine neue Zulassung durchgeführt werden.
Wunschkennzeichen gelten auch dann über die volle Laufzeit von 15 Jahren, wenn das Buchstabenkürzel des jeweiligen Bezirkes aufgelassen wurde. So wurden im Zuge der Bezirkszusammenlegungen in der Steiermark die Kennbuchstaben der ehemaligen Bezirke aufgelassen. Damit verlieren bei Ummeldung die Standardkennzeichen ihre Gültigkeit, während die Wunschkennzeichen auch auf andere Fahrzeuge übertragbar sind.
Das Wunschkennzeichen ist auf den Wirkungsbereich der zulassenden Behörde beschränkt. Bei einer Adressänderung in die Zuständigkeit einer anderen Zulassungsbehörde ist das Wunschkennzeichen nicht übertragbar.

### Kennzeichentafeln für besondere Zwecke

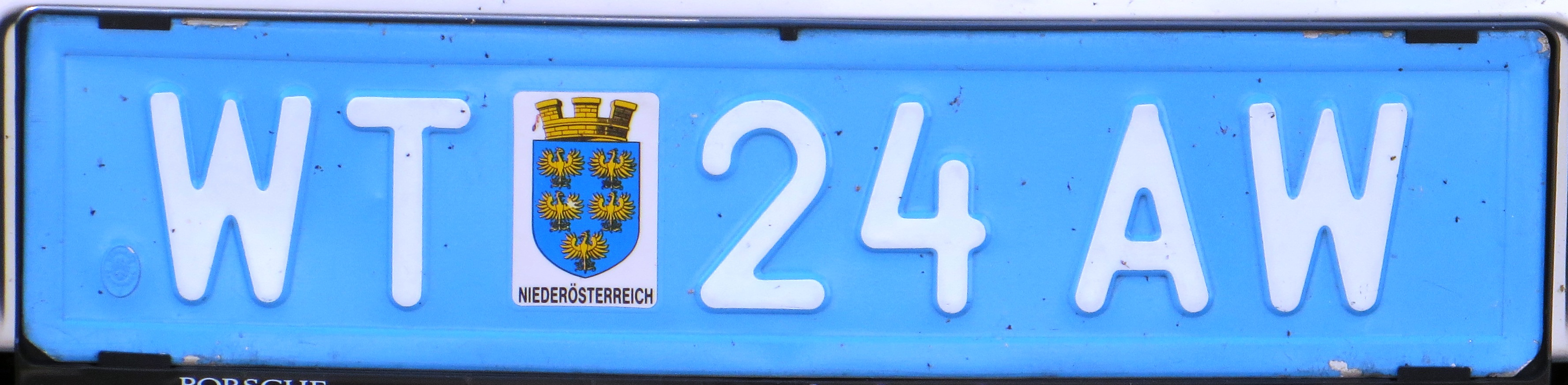
Probefahrtkennzeichen

Kennzeichentafeln für besondere Zwecke haben gemäß § 49 Abs. 4 KFG einen andersfarbigen Hintergrund mit weißer statt schwarzer Schrift und keinen blauen Streifen mit EU-Emblem am linken Rand:
- Blau (Abs. 4 Z. 3) für Probefahrtkennzeichen mit Zulassung vor allem von Reparaturwerkstätten und Kraftfahrzeughändlern. Die Befestigung dieser Kennzeichentafeln auf den Kraftfahrzeugen darf behelfsmäßig erfolgen. Die Verwendung dieser Kennzeichen ist im Regelfall nur bei Fahrten in Österreich zulässig.
Ausnahmen:
In Deutschland und Ungarn muss eine Kopie des Probefahrtscheines mitgeführt werden (gilt dort als normale Zulassungsbescheinigung).
In Liechtenstein ist eine gesonderte Kraftfahrzeug-Haftpflichtversicherung abzuschließen.
In der Schweiz und in Italien: keine zusätzlichen Anforderungen
Blaue Kennzeichentafeln werden nur an Gewerbebetriebe ausgegeben, für private Fahrten ins Ausland sind die grünen Überstellungskennzeichen vorgesehen (siehe unten). Die Überlassung eines Fahrzeuges an einen Kaufinteressenten ist bis maximal 72 Stunden möglich. Für private Zwecke dürfen Probefahrtkennzeichen nicht verwendet werden.[24]

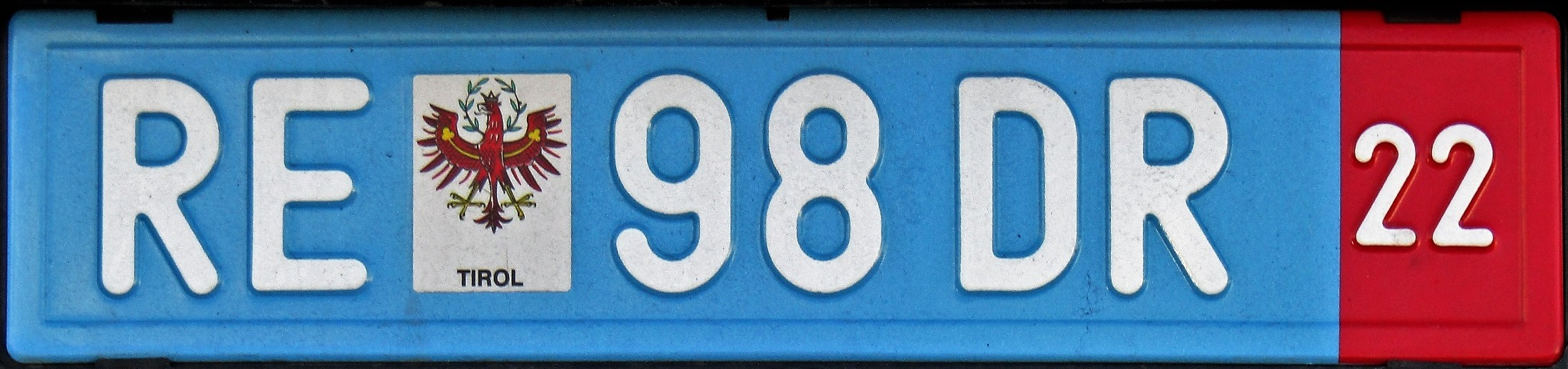
Kennzeichen für eine
vorübergehende Zulassung

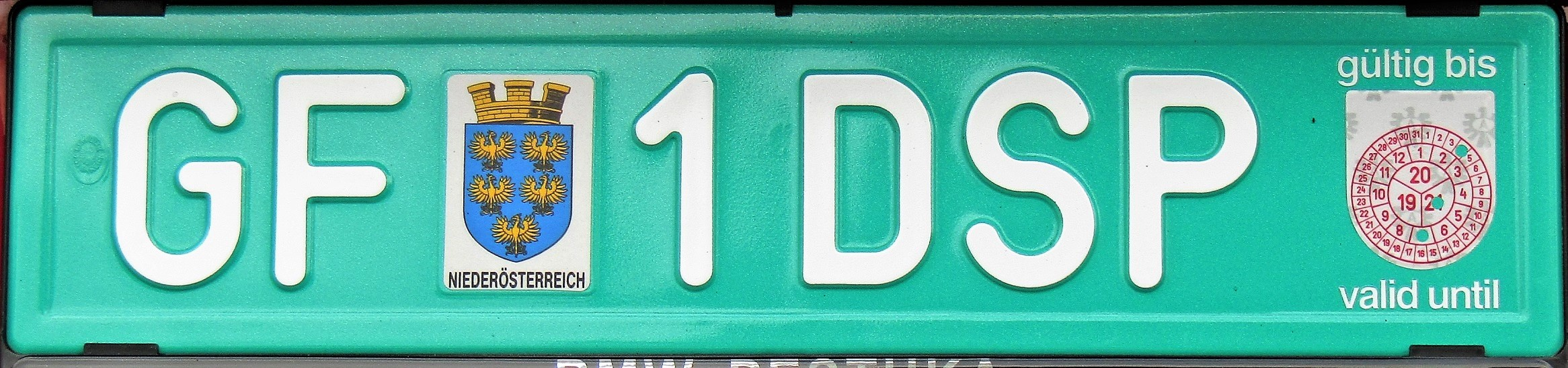
Überstellungs-/Exportkennzeichen

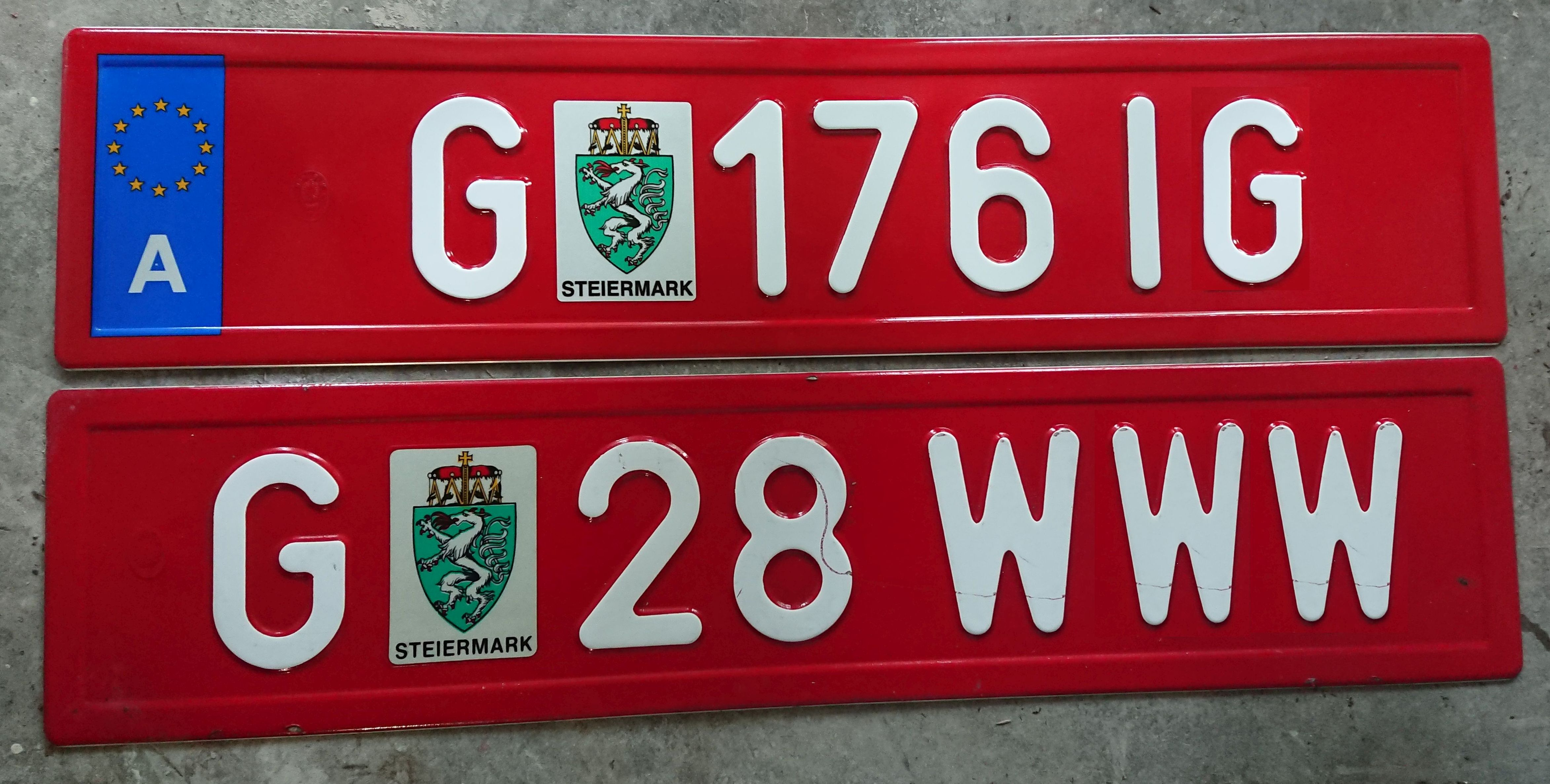
Dritte Kennzeichentafel für Anhänger und andere Lastträger seit 12. April 2021 (oben) und Version vor 12. April 2021 (unten)

- Blau mit rotem Streifen am rechten Ende (Abs. 4 Z. 3) für vorübergehende Zulassungen (Zulassung für maximal ein Jahr, wenn eine Privatperson ihren ordentlichen Wohnsitz (Hauptwohnsitz) oder eine Firma ihren eingetragenen Sitz nicht in Österreich hat – entspricht den Zollkennzeichen anderer Staaten).

- Grün (Abs. 4 Z. 4) für Überstellungskennzeichen für Überstellungsfahrten vom In- in das Ausland. Die Anbringung dieser Kennzeichentafeln darf behelfsmäßig erfolgen. Ausführung ohne EU-Emblem.

- Rot (Abs. 4 Z. 2) in normaler Größe
  - für „Anhänger mit ausländischem Kennzeichen, die mit einem Kraftfahrzeug mit österreichischem Kennzeichen gezogen werden sollen“ – wenngleich nach § 83 KFG verpflichtend – „wenn der Antragsteller glaubhaft macht, dass er Beförderungen aus dem Ausland in das Inland durchzuführen hat“ (Abs. 3 Z. 1). Die rote Kennzeichentafel mit dem Kennzeichen des Zugfahrzeuges muss das ausländische Kennzeichen überdecken (nicht zu verwechseln mit Deckkennzeichen für besondere Kraftfahrzeuge nach § 48 Abs. 1 letzter Satz KFG);
  - für „nicht zum Verkehr zugelassene Anhänger, die mit einem Kraftfahrzeug mit österreichischen Kennzeichen gezogen werden sollen, wenn der Antragsteller glaubhaft macht, dass der Anhänger mit dem Kraftfahrzeug im Ausland gezogen werden soll“ (Abs. 3 Z. 2);
  - für auf der Anhängekupplung montierte Fahrradträger: Mit dieser Art der Fahrradbeförderung wird vielfach mit dem Träger selbst oder durch die Ladung das hintere Kennzeichen verdeckt. Abhilfe schaffte, bis zur gesetzlichen Regelung im rechtlichen Graubereich, die Kennzeichentafel vom Fahrzeug ab- und an der vorgesehenen Stelle auf den Träger umzumontieren. Mit der 28. KFG-Novelle[25] wurde die Gesetzeslücke geschlossen und wurde mit Abs. 3 Z. 3 für das betreffende Kraftfahrzeug die Ausgabe einer dritten Kennzeichentafel ermöglicht, die dauerhaft auf dem Fahrradträger montiert werden kann. Die gesetzliche Formulierung war jedoch insofern nicht eindeutig, da eine rote Kennzeichentafel nach Abs. 4 Z. 2 (neben den oben erwähnten Motorfahrrädern und vierrädrigen Leichtkraftfahrzeugen) ausdrücklich nur für Anhänger nach Abs. 3 vorgesehen war. Diese Unklarheit wurde mit der seit Februar 2013 geltenden Erweiterung des § 49 um den Abs. 8 beseitigt: Einerseits ist nun ausdrücklich die Ummontage des hinteren Kennzeichens des „Zugfahrzeuges“ auf den auf der Anhängekupplung montierten Fahrradträger zulässig (Z. 1), sofern auf diesem entsprechende Vorrichtungen zur Aufnahme und Beleuchtung des Kennzeichens vorhanden sind. Andererseits ist damit für den Fahrradträger die Ausgabe einer roten Kennzeichentafel mit dem Kennzeichen des Fahrzeuges klargestellt (Z. 2 i. V. m. Abs. 3 Z. 3). Obwohl es sich bei den roten um offizielle Kennzeichentafeln handelt, die nur von den Zulassungsstellen ausgegeben werden dürfen, werden die Kennzeichen jedoch in vielen (Nachbar-)Ländern nicht anerkannt, so u. a. auch in Deutschland. Die roten Kennzeichentafeln haben erst seit 12. April 2021 eine blaue EU-Nationalitätenkennung.

- Rot (Abs. 4 Z. 2) in verkleinerter fünfeckiger Ausführung mit weißem Rand (bzw. weiß mit grüner Schrift und grünem Rand für E-Fahrzeuge) für Motorfahrräder und vierrädrige Leichtfahrzeuge „Mopedkennzeichen“. Mopeds (Motorfahrräder) und vierrädrige Leichtkraftfahrzeuge (Microcars) haben nur hinten eine kleine rote bzw. weiße Kennzeichentafel mit weißer bzw. grüner zweizeiliger Schrift. Das Vormerknummernsystem ist dasselbe wie bei den anderen Fahrzeugen, meist werden vierstellige Vormerkzeichen zugeteilt (in Wien fünfstellige).

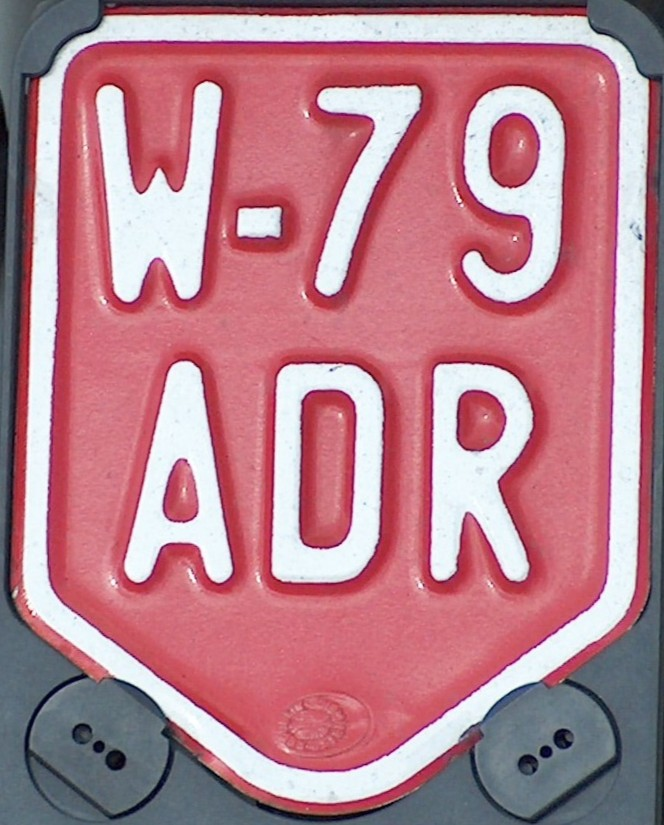
Standard-Kennzeichen für Mopeds (Wien)
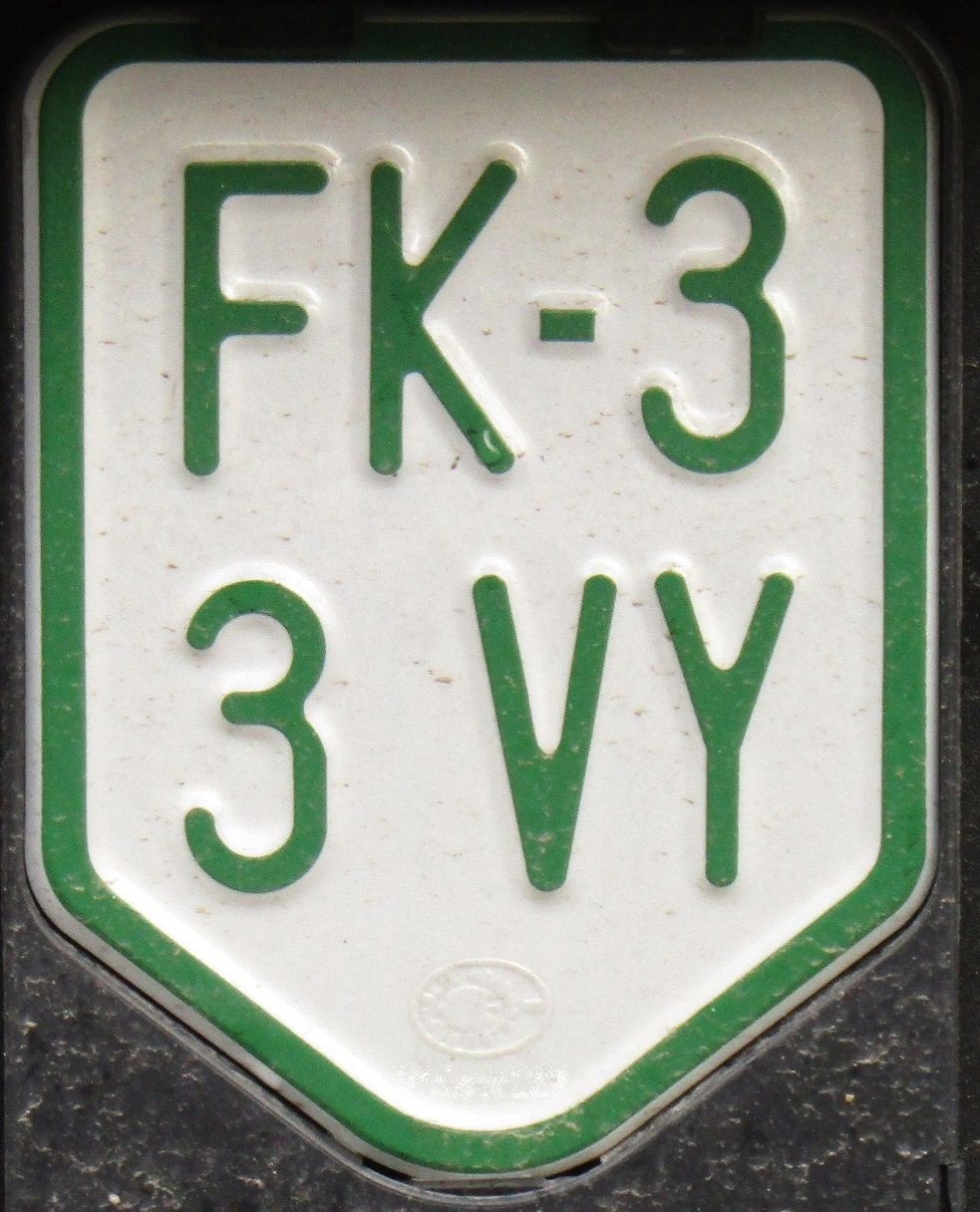
Kennzeichen für Mopeds mit Elektroantrieb (Feldkirch, Vorarlberg)
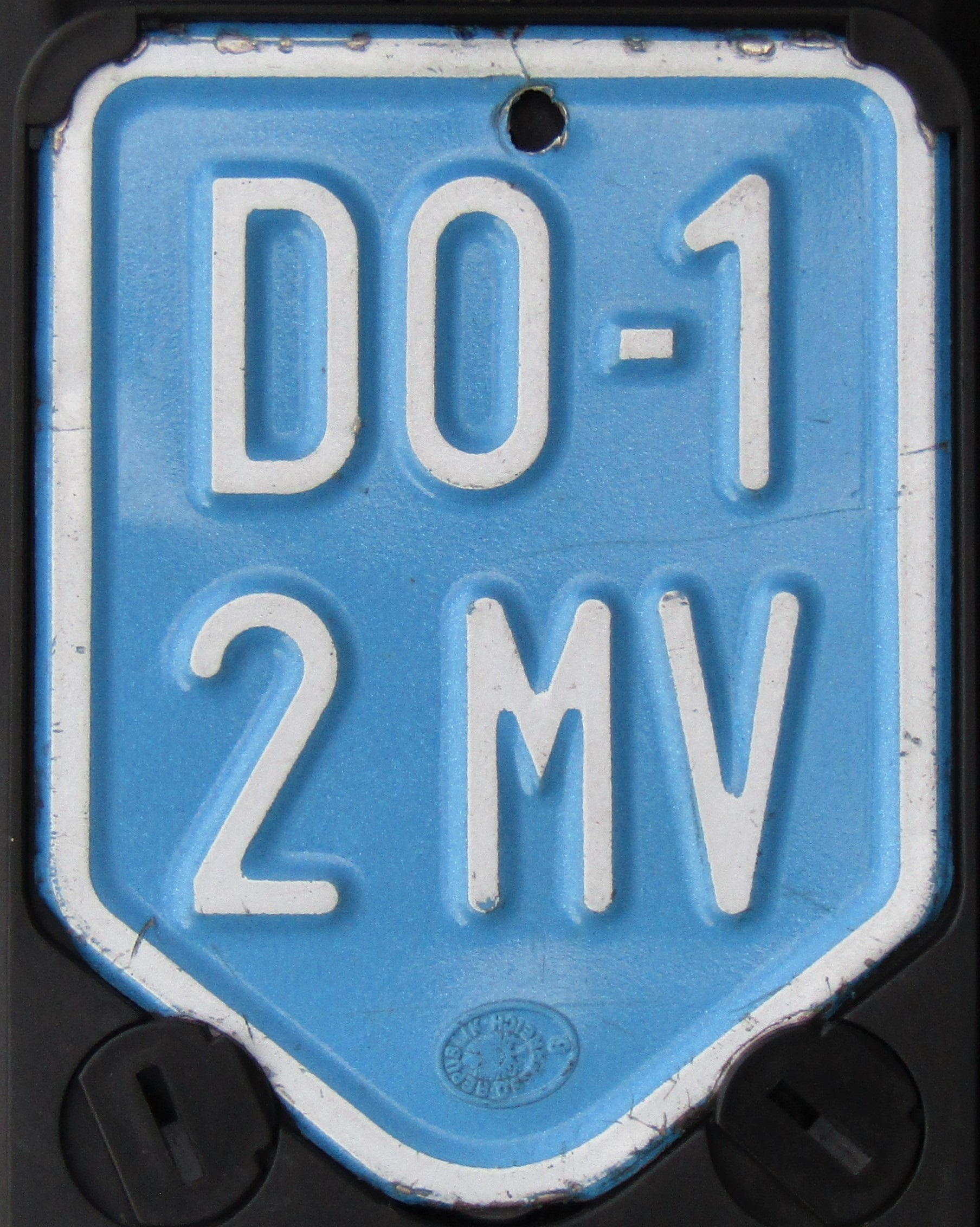
Probefahrtkennzeichen (Dornbirn, Vorarlberg)
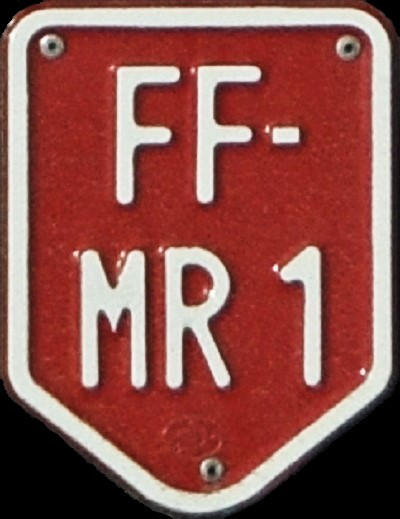
Wunschkennzeichen (ehemaliger Bezirk Fürstenfeld)

- Wunschkennzeichen sind auch bei Kennzeichentafeln für besondere Zwecke möglich (§ 26 Abs. 6 Z. 3), die maximale Länge der Vormerkzeichen ist dabei
  - bei Überstellungskennzeichen um ein Zeichen kürzer als bei weißen Wunschkennzeichen
  - bei Kennzeichen für vorübergehend zugelassene Fahrzeuge vier Zeichen

### Wechselkennzeichen
Ein Wechselkennzeichen kann in Österreich vom Zulassungsbesitzer für bis zu drei verschiedene Fahrzeuge derselben Klasse (Motorrad, Pkw, Lkw usw.) verwendet werden, wenn diese für diesen Zweck behördlich zugelassen wurden. Die beiden Kennzeichentafeln, die als Wechselkennzeichen ausgegeben werden, dürfen aber zur selben Zeit nur auf einem der zugelassenen Fahrzeuge verwendet werden. Die anderen Fahrzeuge dürfen ohne Kennzeichentafeln nicht auf öffentlichen Verkehrsflächen abgestellt werden.

### Fahrzeuge ohne Kennzeichentafeln
Kraftfahrzeuge, mit denen nicht schneller als 10 km/h gefahren werden kann, Fuhrwerke und nicht zugelassene Anhänger benötigen mangels Zulassungspflicht keine Kennzeichentafeln. Stattdessen ist hinten eine rechteckige weiße Tafel mit der Aufschrift „10 km“ (ehemals: „9 km“) anzubringen, womit die erlaubte Höchstgeschwindigkeit deklariert wird.
Fälschlicherweise wird oft angenommen, dass man Kraftfahrzeuge oder Anhänger ohne Kennzeichentafeln auf Straßen mit öffentlichem Verkehr abstellen darf. Das ist aber nur mit Ausnahmegenehmigung erlaubt, die man vor allem in Städten kaum bekommt.

#### Pferdekutschen
Ab 1693 und in der Neuzeit wieder ab 2011 tragen Fiakerkutschen in Wien, früher – schon seit April 2000 – auch in Salzburg verpflichtend Nummerntafeln, die nur von hinten lesbar sind.

## Auslaufende Kfz-Kennzeichen

### Systematik

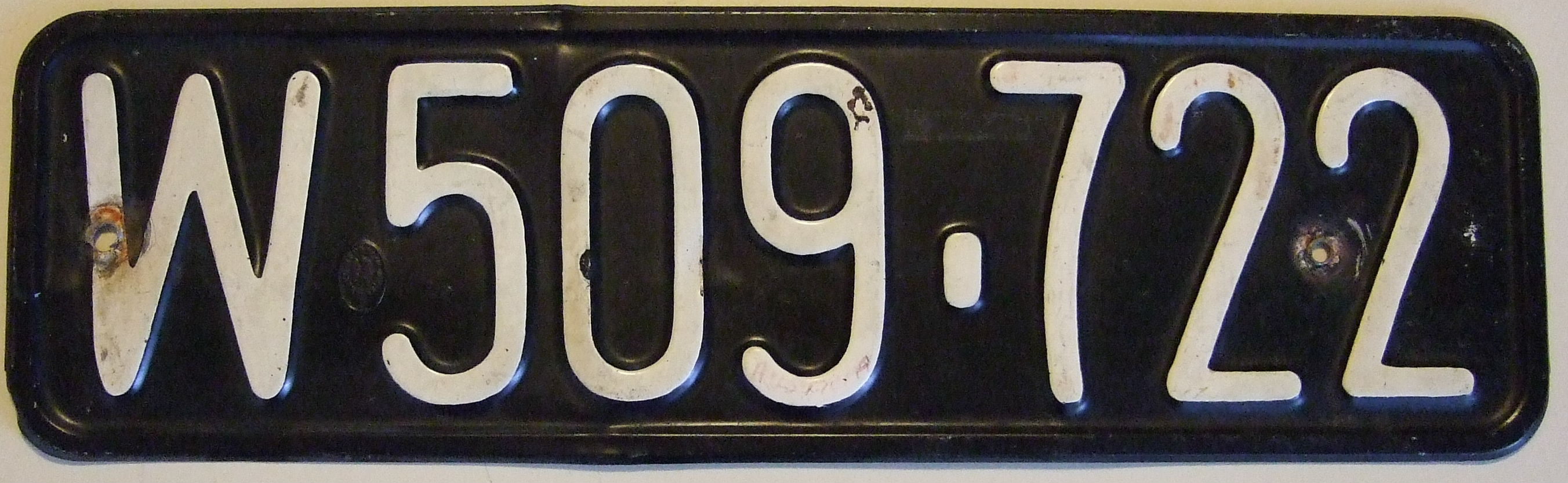
Kennzeichen von 1947 bis 1990

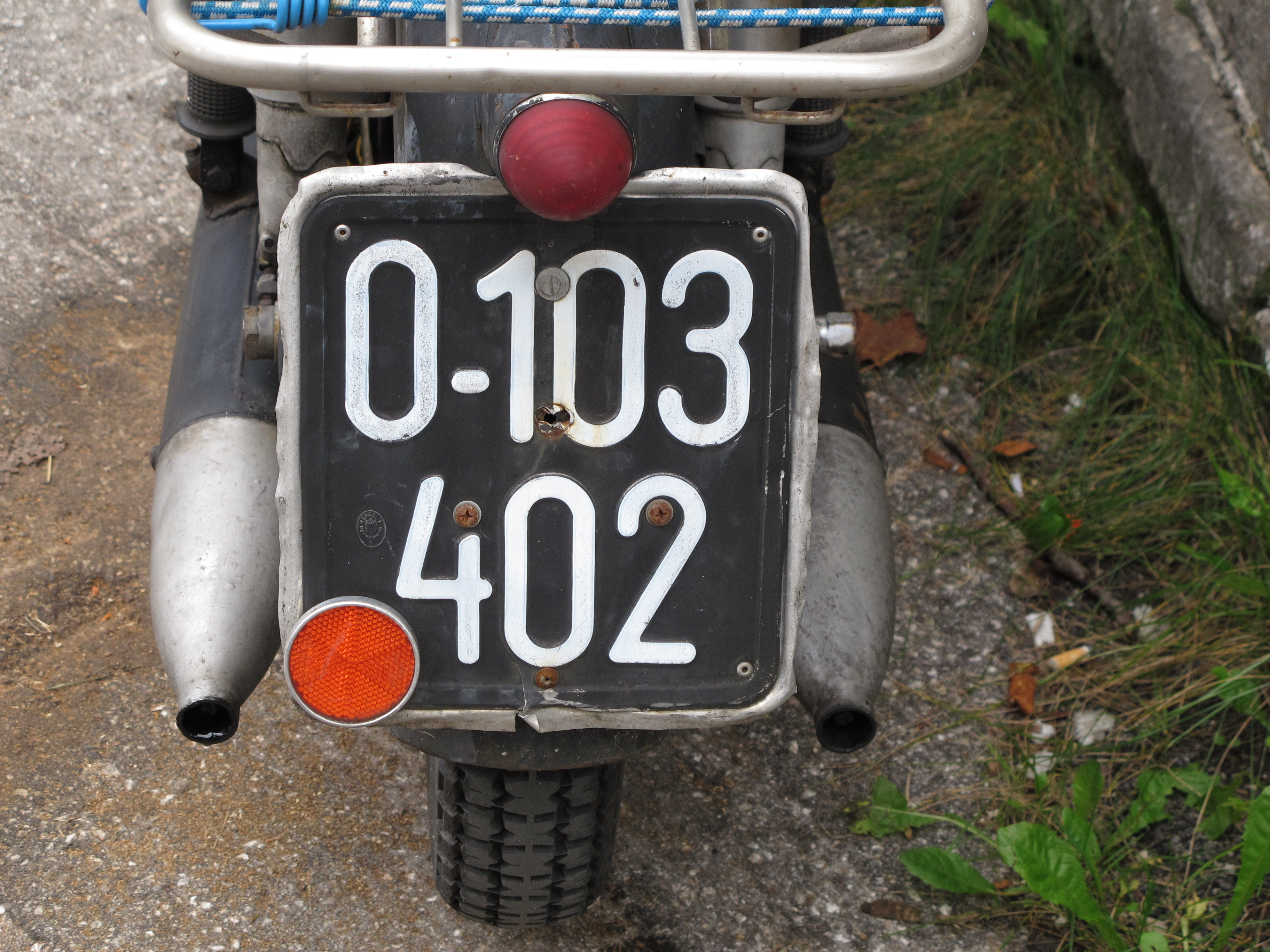
Motorrad-Kennzeichen

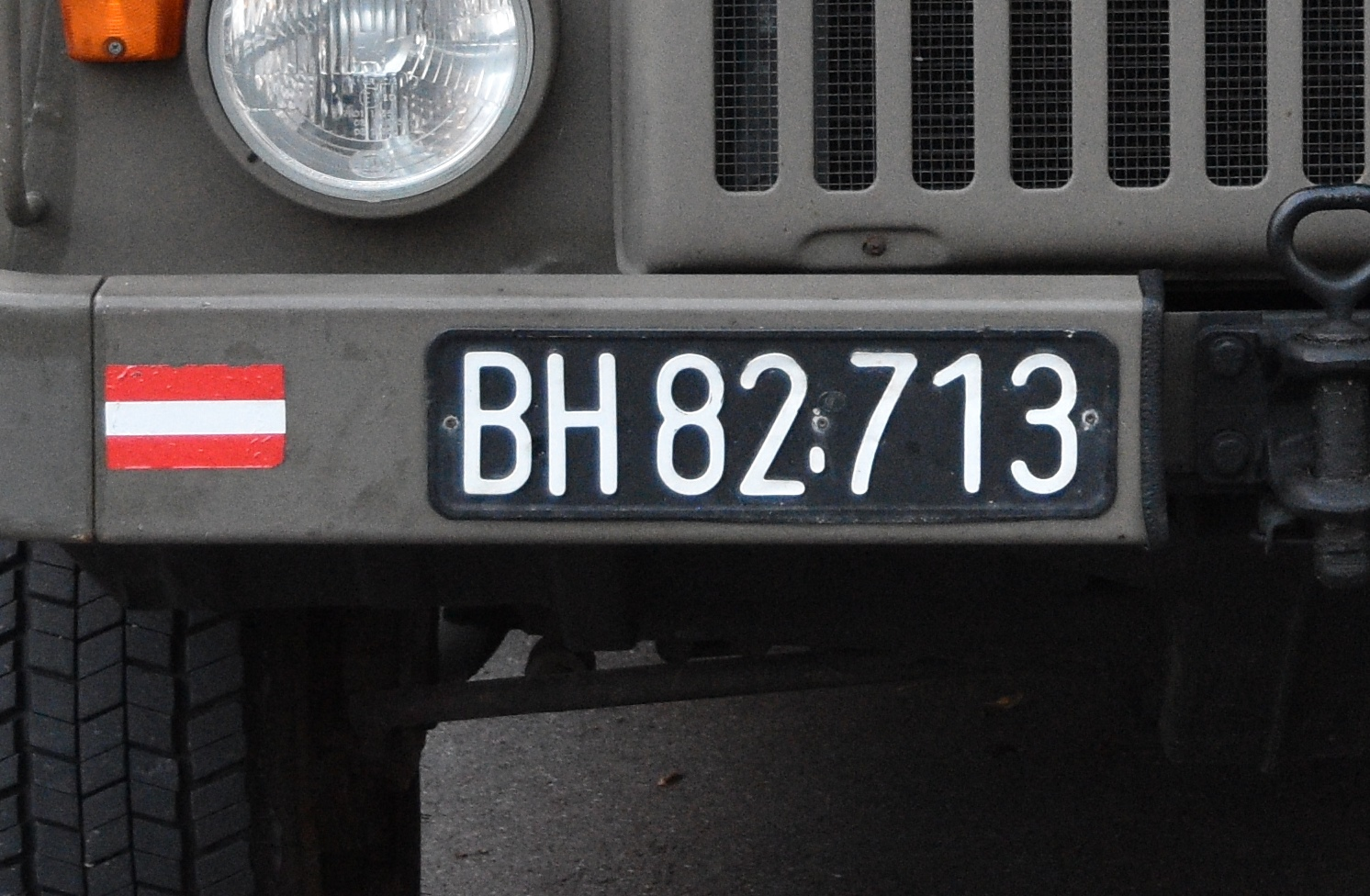
Bundesheer-Kennzeichen

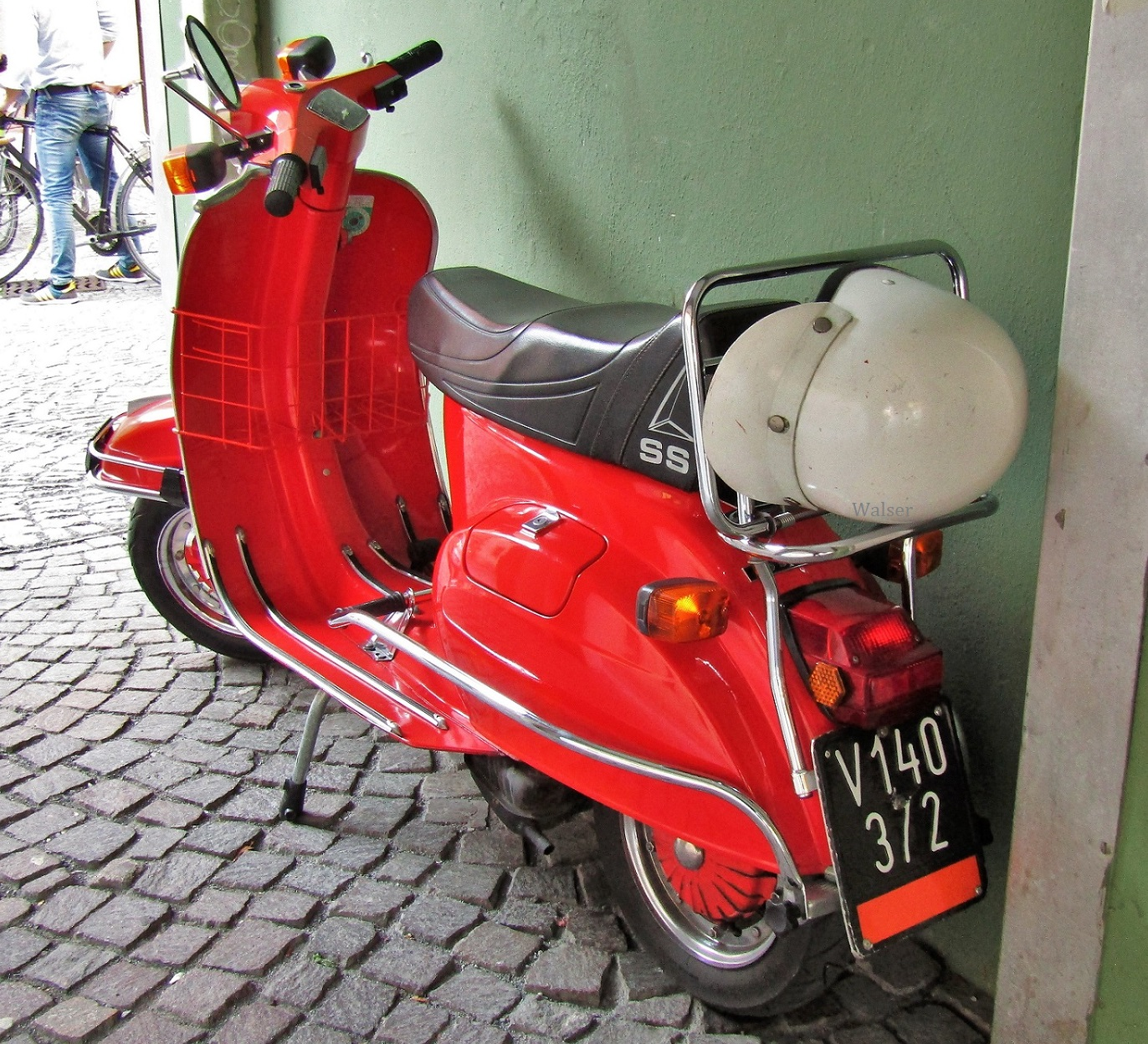
Kleinmotorrad-Kennzeichen mit reflektierendem Balken

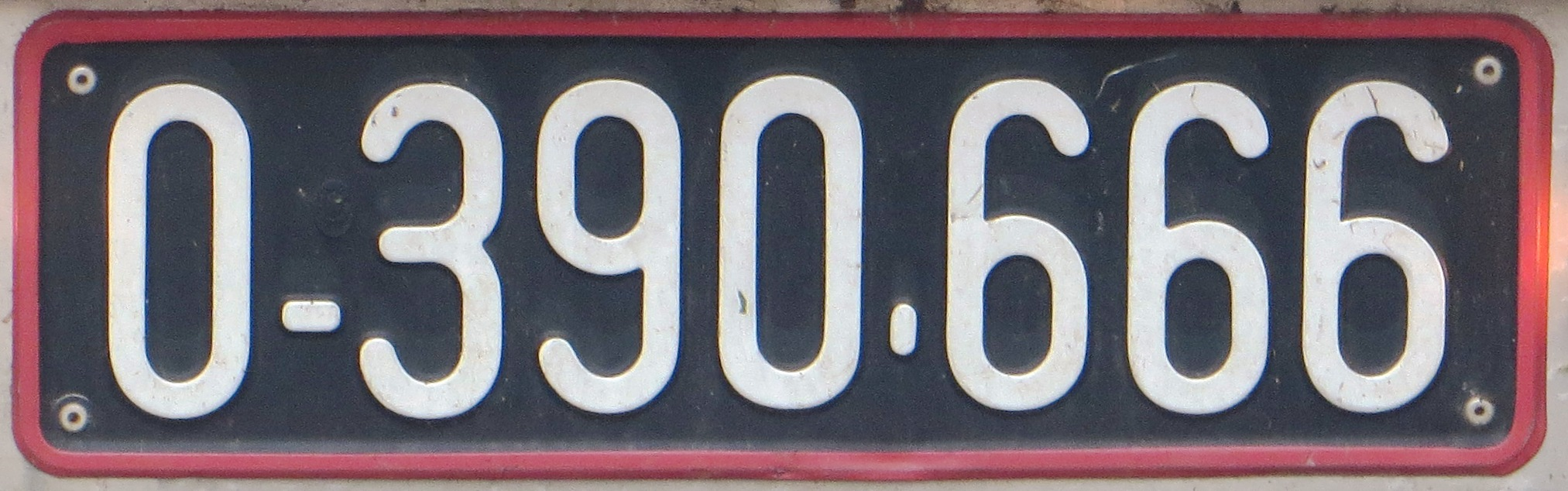
Anhänger-Kennzeichen mit roter Umrandung

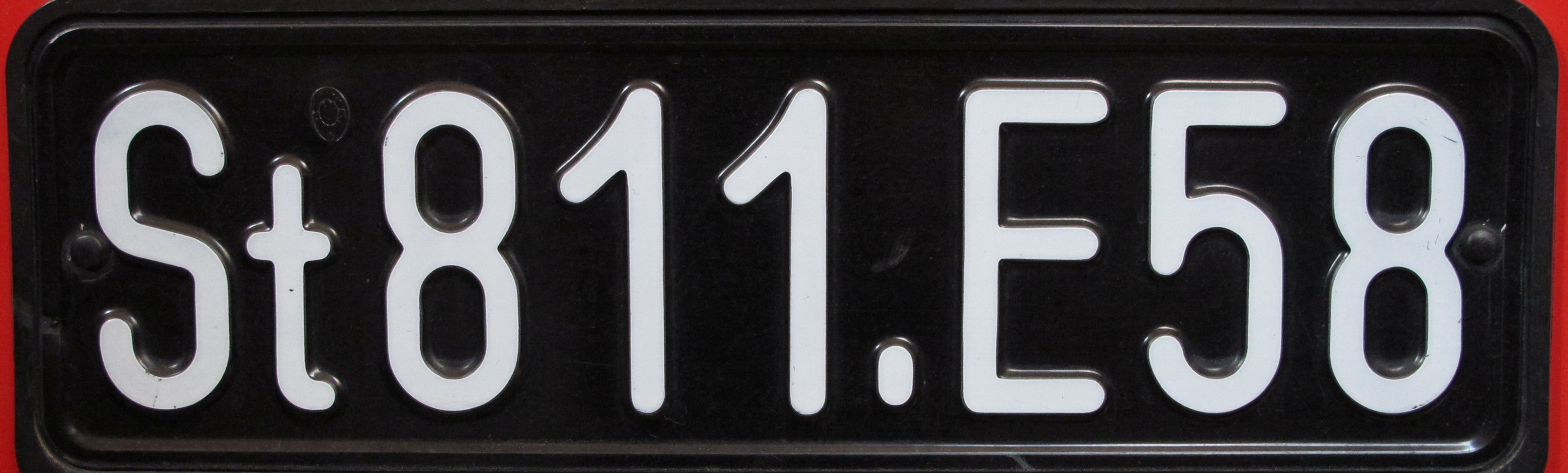
Kennzeichen von 1972 bis 1990 mit Buchstaben an der Hunderterstelle

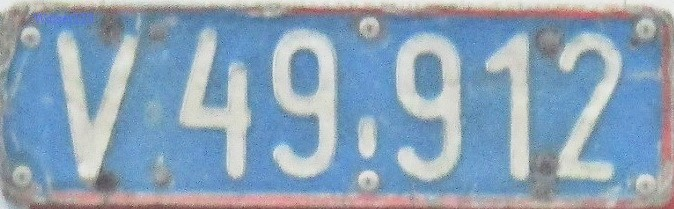
Probefahrt-Kennzeichen

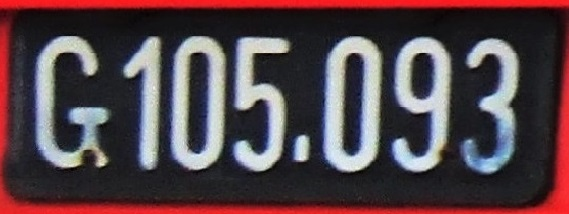
Buchstaben hatten anfangs Serifen.

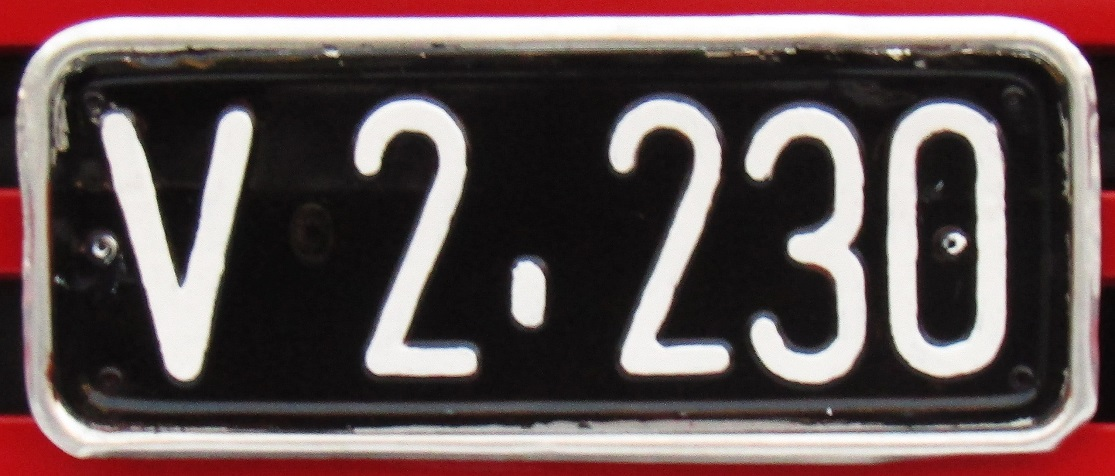
Auch Kennzeichen mit einer vierstelligen Zahl hatten einen Tausenderpunkt

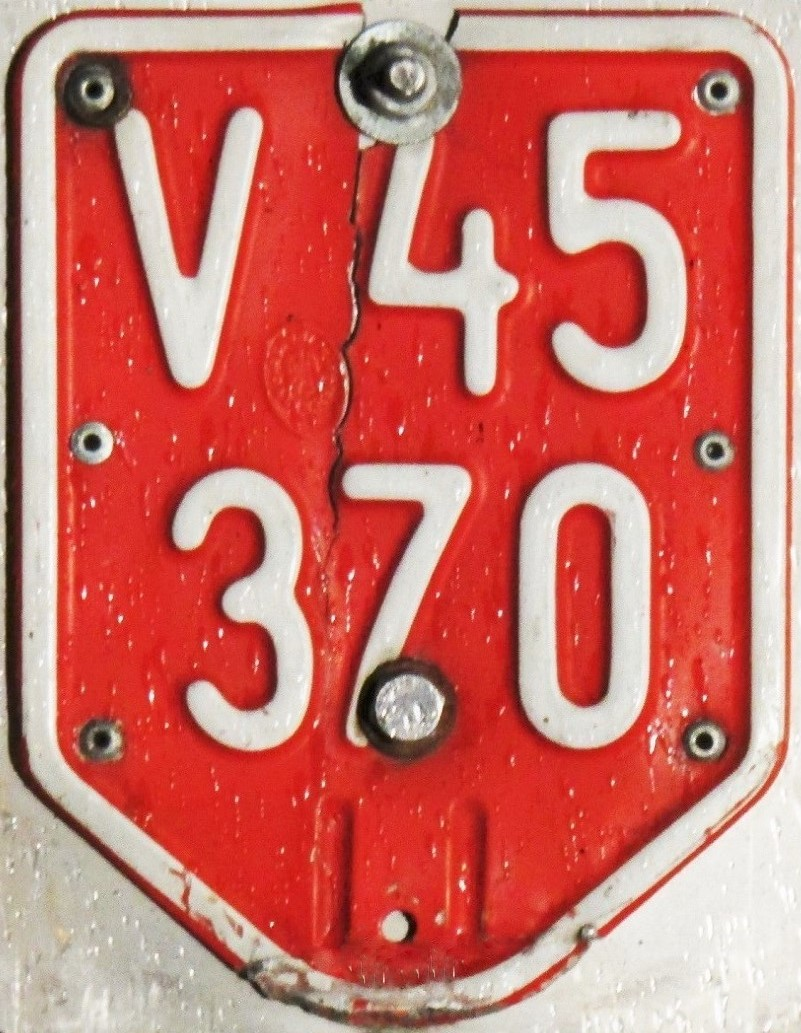
Moped-Kennzeichen

Ab 1947 wurden einheitlich Tafeln in der Form ausgegeben, wie sie im März 1938 (nach dem Anschluss an das Deutsche Reich, vor der Umstellung auf das reichsdeutsche System) üblich waren (schwarzer Grund, weiße Schrift, kein Wappen). Es kamen die alten, vor 1939 gültigen Nummernserien der einzelnen Behörden wieder in Verwendung. Zweizeilige Kennzeichen wurden nach der Eintausenderstelle getrennt und ohne Tausenderpunkt ausgeführt.
Fahrzeuge, die derzeit über eine Zulassung mit einem Kennzeichen nach diesem System und mit „schwarzen“ Kennzeichentafeln verfügen, dürfen mit dieser Zulassung uneingeschränkt weiter verwendet werden, solange sich an der Zulassung nichts ändert.

### Länderkennbuchstaben ab 1947
- B Burgenland
- G Graz
- K Kärnten
- L Linz
- N Niederösterreich
- O- Oberösterreich (Damit der schmal ausgeführte Buchstabe „O“ nicht als eine führende Null „0“ fehlinterpretiert wird, folgt (nur) auf das „O“ ein kurzer Bindestrich und erst dann der Zahlenteil.)
- S Salzburg
- St Steiermark
- T Tirol
- V Vorarlberg
- W Wien

Ab 1967 wurden auch staatlichen Institutionen eigene Kennbuchstaben zugewiesen:
- BB Österreichische Bundesbahnen (auslaufend seit 2004)
- BD Fahrzeuge im Bundesdienst (1988 bis 1997 von Bundesbussen verwendet)
- BG Bundesgendarmerie (wegen der Zusammenlegung von Polizei und Gendarmerie seit 1. Juli 2005 auslaufend)
- BH Bundesheer
- BP Bundespolizei
- JW Justizwache (seit 1977)
- PT Post- und Telegraphenverwaltung
- ZW Zollwache (auslaufend seit 2004 und durch FV für „Finanzverwaltung“ ersetzt)

Die der Polizei und Gendarmerie zugedachte Buchstabenkombination EX (Exekutive) wurde gesetzlich nicht umgesetzt.
Fahrzeuge des diplomatischen Korps erhielten das Kennzeichen WD mit Bezug zur Bundeshauptstadt Wien.
Ebenso erhielten Fahrzeuge des Konsularkorps nach dem Bundesländerkennzeichen ein K, in Oberösterreich und der Steiermark jedoch nach dem Zeichen der Landeshauptstadt, also LK bzw. GK.
Für besondere Zwecke wurden Kennzeichentafeln mit andersfarbigem Hintergrund eingeführt:
- schwarz mit gelbrotem, reflektierendem Balken für Kleinmotorräder
- schwarz mit roter Umrandung für Anhänger
- blau für Probefahrten
- blau mit rotem Streifen rechts für befristete Zulassungen (Zollkennzeichen)
- grün für Überstellungsfahrten
- rot für ausländische Anhänger, die mit einem österreichischen Zugfahrzeug gezogen werden, sowie für Motorfahrräder.

### Vormerkzeichen
Zuerst waren nur Ziffern erlaubt. Nachdem nicht genügend Nummern zur Verfügung standen, wurden ab 1. Oktober 1972 an Stelle der ersten Ziffer des Vormerkzeichens (Hunderter-Stellen des Kennzeichens) einer der folgenden Buchstaben (die in der Systematik vorher nicht vorkamen) vergeben: A, C, E, J, M, R, U, X, Y, Z. Beispiel: N 11.A02, N 11.C99 usw. (6. Novelle zur KDV 1967)

Ab 23. Jänner 1981 wurden dafür alle Buchstaben, ausgenommen B, I, O, Q und W, vergeben. (11. Novelle zur KDV 1967)

### Nummernserien der einzelnen Behörden

#### Burgenland
- 0.001–0.999 und
- 8.000–8.999 Eisenstadt (Stadt Eisenstadt und Freistadt Rust, LPD)
- 1.000–1.999 Eisenstadt-Umgebung
- 2.000–2.999 Neusiedl am See
- 3.000–3.999 Mattersburg
- 4.000–4.999 Oberpullendorf
- 5.000–5.999 Oberwart
- 6.000–6.999 Güssing
- 7.000–7.999 Jennersdorf

Diese Serien wurden durch Zuzählen von 10.000 beziehungsweise 100.000 erweitert.
Beispiele für den Bezirk Jennersdorf: B 7.199; B 17.199; B 117.199

#### Niederösterreich
- 01.000–01.999 Amstetten
- 02.000–02.999 Baden
- 03.000–03.999 Bruck an der Leitha
- 04.000–04.999 Gänserndorf
- 05.000–05.999 Gmünd
- 06.000–06.999 Wien-Umgebung
- 07.000–07.999 Hollabrunn
- 08.000–08.999 Horn
- 09.000–09.999 Korneuburg
- 10.000–10.999 Krems
- 11.000–11.999 Lilienfeld
- 12.000–12.999 Melk
- 13.000–13.999 Mistelbach
- 14.000–14.999 Mödling
- 15.000–15.999 Neunkirchen
- 16.000–16.999 nicht vergeben
- 17.000–17.999 St. Pölten
- 18.000–18.999 Scheibbs
- 19.000–19.999 Tulln sowie Fahrzeuge des Landes Niederösterreich
- 20.000–20.999 Waidhofen an der Thaya
- 21.000–21.999 Wiener Neustadt
- 22.000–22.999 Zwettl
- 23.000–23.999 St. Pölten Stadt, LPD
- 24.000–24.999 Wiener Neustadt Stadt, LPD
- 25.000–25.999 Krems an der Donau Stadt, Magistrat
- 26.000–26.999 Waidhofen an der Ybbs Stadt, Magistrat
- 27.000–27.999 Schwechat Stadt, LPD
- 28.000–28.999 Mödling Stadt (wurde aber ab den 1960er Jahren nicht mehr ausgegeben)

Diese Serien wurden durch Zuzählen von 30.000, 60.000, 90.000 beziehungsweise 100.000 erweitert.
Beispiele für den Bezirk Amstetten: N 1.312; N 31.312; N 61.312; N 91.312; N 101.312; N 131.312; N 161.312
LPD = Landespolizeidirektion

#### Salzburg
- 00.001–29.999; 100.000–129.999, 200.000–229.999; 300.000–329.999; 400.000–429.000 Bundespolizeidirektion Salzburg Salzburg
- 30.000–49.000; 130.000–149.000 Bezirkshauptmannschaft Salzburg-Umgebung (Flachgau)
- 50.000–59.000; 150.000–159.000 Bezirkshauptmannschaft Hallein (Tennengau)
- 60.000–69.000; 160.000–169.000 Bezirkshauptmannschaft Sankt Johann im Pongau (Pongau)
- 70.000–89.000; 170.000–189.000 Bezirkshauptmannschaft Zell am See (Pinzgau)
- 90.000–99.000; Bezirkshauptmannschaft Tamsweg (Lungau)

#### Weitere Bundesländer
Die Nummernsysteme sind ähnlich aufgebaut wie oben erläutert.
Diese Zahlensystematik wird noch heute bei einigen Institutionen oder Verwaltungseinheiten als Bezirkskennziffer verwendet (beispielsweise Rotes Kreuz Niederösterreich, Feuerwehr oder N.Ö. Gebietskrankenkasse).

#### Buchstaben im Ziffernblock
In Wien, und auch den Städten Linz und Graz reichten je 999.999 Nummern aus, die im Wesentlichen der Reihe nach vergeben wurden.
Indem in den (acht) Bundesländern mit von Land zu Land etwas unterschiedlicher Systematik jedem Bezirk nur charakteristische Gruppen und Folgen von Tausender-Serien zugeordnet wurden, konnte aus vielen Kfz-Kennzeichen – nämlich aus den Ziffern links des Tausenderpunktes – mit etwas lokaler Kenntnis rasch der Bezirk erkannt werden.
Die jeweils sechsstelligen Landes-Nummernräume erschöpften sich für einige Bezirke allerdings so viel früher als bei lückenloser Nummernvergabe.
Statt aufwendig alte lange schon zurückgegebene Vormerkzeichen wieder neu auszugeben, entschloss man sich durch Mutation der Hunderterziffer zu einem Buchstaben neue Serien zu erschaffen. Schon der Buchstabe „A“ an der Hunderterstelle erweitert den Nummernraum um 10 %, so kommen zu einem einzelnen Tausend (etwa „N 19.xxx“ für Tulln) hundert weitere Nummern dazu („N 19.Axx“).
Zum besseren Ablesen, Merken und Notieren schieden Buchstaben aus, die schon als Kennung von Ländern oder Städten dienten, länderautonom auch schwerer unterscheidbare wie F, G, H.
Solche Kennzeichen mit einem Buchstaben aus (A, C, E, J, R, U) wurden in mehreren Bezirken Niederösterreichs, der Steiermark und in Linz-Land (OÖ) ausgegeben. In Innsbruck-Land (T) wurden hingegen Buchstaben aus der Serie (A, C, D, E, F, H) und nur hinter der 12 als Tausenderzahl verwendet.

## Ausgabe der Kennzeichen
Grundsätzlich erfolgt in Österreich die Zulassung eines Fahrzeuges bei jenen Behörden, welche für den Wohnsitz des Zulassungsbesitzers oder für den dauernden Standort des Fahrzeuges zuständig sind (Bezirkshauptmannschaften, Magistrate in den Städten mit eigenem Statut, Polizeidirektionen). Dort erfolgte bis 28. Februar 1998 der Verwaltungsakt der Zulassung samt Aus- und Rückgabe der Kennzeichentafeln.
Mit 1. März 1998 wurden diese Tätigkeiten an die örtlichen Zulassungsstellen der Versicherungen übertragen. Dabei kann eine solche Zulassungsstelle für die Zulassung von Fahrzeugen aus dem Bereich von bis zu elf Verwaltungsbehörden ermächtigt werden. Auch Nachbestellungen von Kennzeichentafeln, die beispielsweise beschädigt wurden und daher ausgetauscht werden müssen, können dort erfolgen.

### Schwarze Kennzeichen im Umlauf
Seit 1. Jänner 1990 werden keine schwarzen Kennzeichen mehr ausgegeben. Laut Statistik Austria und Verband der Versicherungsunternehmen Österreichs (VVO) waren Mitte 2014 noch 220.000 schwarze Kennzeichen im Umlauf. Das waren etwa drei Prozent des Fahrzeugbestandes.
Zum Jahresbeginn 2020 waren nach Angaben der Wiener Städtischen Versicherung noch rund 165.000 „schwarze Taferln“ im Umlauf, 2025 waren es immer noch mehr als 126.000. Folgend die Zahlen der zehn Bezirke mit den meisten noch angemeldeten schwarzen Kennzeichen sowie die Gesamtzahlen der Bundesländer:
| Behörde                 | Bundesland | Anzahl |
| ----------------------- | ---------- | ------ |
| Wien (LPD Wien)         | W          | 7.593  |
| BH Südoststeiermark     | St         | 4.324  |
| BH Mistelbach           | NÖ         | 3.572  |
| BH Amstetten            | NÖ         | 3.231  |
| BH Gänserndorf          | NÖ         | 2.780  |
| BH Spittal an der Drau  | K          | 2.607  |
| BH Deutschlandsberg     | St         | 2.549  |
| BH St. Pölten           | NÖ         | 2.523  |
| BH Hartberg-Fürstenfeld | St         | 2.428  |
| BH Leibnitz             | St         | 2.377  |

| Bundesland       | Anzahl |
| ---------------- | ------ |
| Burgenland       | 06.883 |
| Kärnten          | 09.591 |
| Niederösterreich | 36.665 |
| Oberösterreich   | 24.254 |
| Salzburg         | 05.355 |
| Steiermark       | 24.269 |
| Tirol            | 07.416 |
| Vorarlberg       | 04.160 |
| Wien             | 07.593 |

### Rückgabe der Kennzeichen
Österreichische Kennzeichentafeln sind öffentliche Urkunden, die zwar vom Zulassungsbesitzer gekauft werden müssen, nach deren Verwendung aber an die Behörde zur Vernichtung zurückgegeben werden müssen. Es ist also nicht möglich, alte Tafeln zu sammeln.

### Fahrzeugwechsel
Bei einem Fahrzeugwechsel verbleibt das Kennzeichen in der Regel beim Besitzer und wird auf ein anderes Fahrzeug übernommen. Bei einem Besitzerwechsel war früher immer eine neue Nummernvergabe notwendig, auch wenn der alte Besitzer „seine“ Nummer nicht behalten wollte. Nun ist die Übernahme des Kennzeichens allerdings möglich. All dies gilt jedoch nur bei gleichbleibender Bezirkskennung. Wenn die vorhandenen Kennzeichentafeln beim Fahrzeugwechsel noch ohne blaues EU-Emblem sind, müssen bei Übernahme des Kennzeichens auf ein anderes Fahrzeug rechtzeitig neue „Kfz-Kennzeichen mit EU-Kennung“ bestellt werden.
Ein auslaufendes Kennzeichen kann nur dann auf ein anderes Fahrzeug übernommen werden, wenn es ein Wunschkennzeichen ist (bis zum Ende der 15-jährigen Gültigkeit).

### Herstellung
Hergestellt werden die Kennzeichen auf Bestellung der Behörden durch einige konzessionierte Unternehmen, die die Tafeln mit großen Sicherheitsauflagen einzeln (Wunschkennzeichen, Nachbestellungen) oder in Serien (Neuanmeldungen) anfertigen.

## Trivia

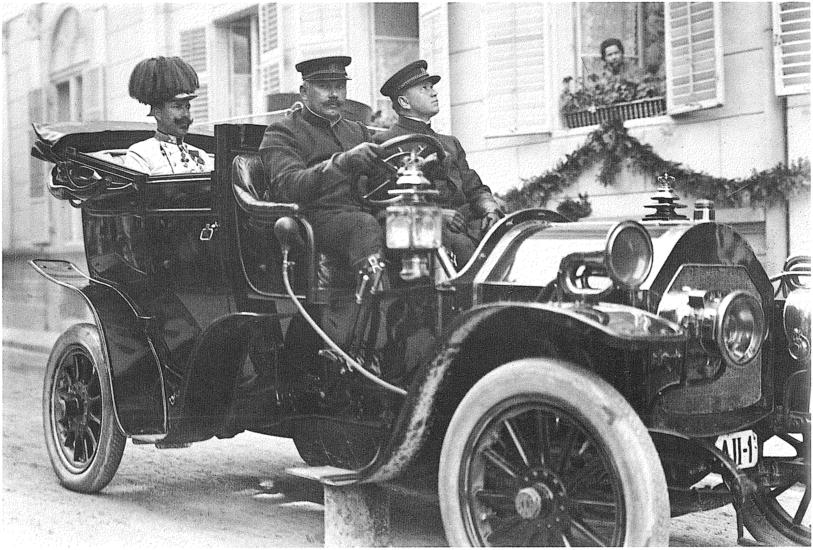
Erzherzog Eugen mit dem ersten offiziellen Wiener Kennzeichen C

Erzherzog Eugen erhielt im Jahr 1906 das erste offizielle Wiener Kfz-Kennzeichen mit der Registriernummer A 1.
Gemäß dem Internationalen Abkommen über den Verkehr mit Kraftfahrzeugen vom Oktober 1910 mussten Kraftfahrzeuge bei der Einreise in ein anderes Land „augenfällig an der Rückseite“ – neben einem Nationalitätszeichen – ein „heimatliche[s] Kennzeichen mit einer Nummer“ tragen.
In Linz um 1980 hatten Dienstwagen der Führungsetagen der zwei großen Industriebetriebe der Verstaatlichten VÖEST und Chemie Linz Nummern aus den Serien L 8.xxx bzw. L 6.xxx.
Vor Einführung der neuen Kennzeichen 1988 wurden der Bevölkerung mehrere Gestaltungsvorschläge zur Auswahl vorgelegt. Darunter gab es auch eine Version, die nach US-amerikanischem Vorbild einen Slogan vorsah wie: Wien ist anders, Graz hat’s, In Linz beginnt’s, …
Nicht zur Auswahl standen Versionen mit den alten Farben Weiß auf Schwarz, obwohl es eine Gruppe gab, die sich für die Beibehaltung dieser Farben starkmachte. Darunter war auch Friedensreich Hundertwasser, der selbst neue Kennzeichen in diesen Farben entwarf.
Nachdem ein Argument der Einführung der weißen Farbe die größere Reflexionsfläche war, hatte der Hundertwasser-Entwurf größere Buchstaben.
Diese hätten keine Wunschkennzeichen mit der jetzt möglichen Länge erlaubt. Von diesem Vorschlag wurden auch einige Exemplare hergestellt und verkauft oder verlost. Seine Initiative kam jedoch erst 1989, nach dem Beschluss im Parlament, fand zwar viel Anklang, kam jedoch zu spät. Verkehrsminister Rudolf Streicher blieb beim Beschluss.
Gegen das Kennzeichen GB für die Expositur Gröbming gab es Proteste der Stadt Schladming, die in diesen Zuständigkeitsbereich fällt und nicht das Kürzel der kleineren Marktgemeinde auf dem Kennzeichen haben wollte. Man beantragte die Verwendung eines neutralen Kürzels wie DT für Dachstein-Tauern-Region. Dies wurde jedoch mit dem Hinweis abgelehnt, dass alle Kürzel nach dem Namen der zuständigen Behörde, also dem Namen des Bezirks bzw. der jeweiligen Stadt, vergeben sind. Genauso wurde auch in Bezug auf die Salzburger Gaue argumentiert. Eine Abweichung gibt es aber etwa auch beim Bezirk Salzburg-Umgebung, er hat das Kennzeichen SL, obwohl SU richtig wäre.
Rust verfügt als einzige Statutarstadt über kein eigenes Unterscheidungszeichen, sondern verwendet das Unterscheidungskennzeichen E, da für die Städte Rust und Eisenstadt mit der Landespolizeidirektion Burgenland (früher: Bundespolizeidirektion Eisenstadt) eine gemeinsame Zulassungsbehörde besteht.

Umgekehrt bestehen für die Städte Leoben und Schwechat eigene Unterscheidungszeichen, obwohl sie weder Statutarstädte noch Bezirke sind, da jeweils die zuständige Landespolizeidirektion zwar für die Gebiete dieser beiden Stadtgemeinden, nicht aber für den Rest des jeweiligen Bezirks zuständig sind.

Klosterneuburg (Stadt, Außenstelle der BH Tulln) erhielt ab April 2020 mit KG ein eigenes Unterscheidungszeichen (ehemals: TU bzw. bis 2016 WU). Dieses wurde per Gemeinderatsbeschluss im Dezember 2017 gefordert mit der Begründung der Überwachungsvereinfachung bei der Parkraumbewirtschaftung (Privilegien für Gemeindebewohner) und im Dezember 2019 vom Verkehrsministerium bewilligt.
Die mit 1. September 2012 erfolgte Abschaffung der Bundespolizeidirektionen und ihre Neuorganisation in Landespolizeidirektionen hatte keine Auswirkungen auf die Kennbuchstaben. Es gibt zwar nur eine Landespolizeidirektion pro Bundesland, für die Bestimmung der Kennzeichentafeln wurden jedoch die als Außenstellen der Landespolizeidirektionen eingerichteten Polizeikommissariate – analog zur politischen Expositur Gröbming – als eigene Behörden behandelt. Da in Rust kein Polizeikommissariat besteht, gibt es auch weiterhin für diese Stadt keine eigene Kennung.
Im Rahmen von Änderungen in der Bezirksgliederung des Landes Steiermark mussten im Jahr 2012 die Kennbuchstaben erstmals seit Einführung der weißen Kennzeichentafeln geändert werden. Dabei führte besonders die Abschaffung des Kennzeichens BA für Bad Aussee zu heftigen, jedoch letztendlich erfolglosen Protesten. Ab April 2025 vergibt die Außenstelle der Bezirkshauptmannschaft Liezen allerdings wieder reguläre und Wunschkennzeichen mit BA. Innerhalb eines Monats nach erneuter Freigabe wurden über 500 Kennzeichen ausgegeben. Auch in Fürstenfeld gibt es Bestrebungen zur Wiedereinführung des Kürzels FF.
Im März 2014 wurde bekannt, dass seit den 1990er Jahren auf den Kärntner Autokennzeichen – immerhin rechtsgültigen öffentlichen Urkunden – eine heraldisch falsche Version des Wappens verwendet wird. Vor allem die Darstellung der drei Löwen weicht deutlich von der Wappenbeschreibung laut Landesverfassung ab.
Werden offensichtlich verlorene Kennzeichentafeln aufgefunden, so sind diese bei der nächsten Fundbehörde (Gemeinde) abzugeben. Eine Zuständigkeit der Polizei ist lediglich bei der Bekanntgabe des Verlustes einer Kennzeichentafel durch den Verlustträger gegeben. Diese stellt in diesem Fall eine Anzeigebestätigung aus, mit der das Fahrzeug weiterhin gelenkt werden darf. Zusätzlich darf nach dem Verlust von Kennzeichentafeln das Fahrzeug nur auf Grund einer Bewilligung zur Durchführung von Überstellungsfahrten oder eine Woche vom Tage des Verlustes an mit einer behelfsmäßigen Ersatztafel, die in ihrer Form den von der Behörde ausgegebenen Kennzeichentafeln möglichst gleicht, weiter verwendet werden.

## Kennzeichen ab 1945 bis 1947
KFZ-Kennzeichen in der sowjetischen Besatzungszone bis 1947. Kennzeichen mit dem oberösterreichischen Landeswappen sind sehr selten.
Da die sowjetische Besatzungsmacht den Osten Österreichs als Einheit betrachtete, war auch die Nummerierung eine Besonderheit. Sie begann mit 1 in Wien und lief ohne Unterbrechung über Niederösterreich, Burgenland und das Mühlviertel bis 59.999. Stärker motorisierte Bezirke hatten Zusatzserien, die um jeweils 100.000 höher lagen. Schon im November 1945 schlug das Staatsamt für Inneres vor, die „Wappenkennzeichen“ in ganz Österreich einzuführen.